# قصر الرياس
قصر الرياس أيضا يسمى الحصن 23 من أهم المعالم التاريخية لمدينة الجزائر العاصمة. وعلاوة على ذلك، فهو يمثل أحد شواهد الماضي المجسدة على امتدادات مدينة الجزائر (القصبة) نحو البحر في الفترة العثمانية (ما بين القرن السادس عشر والتاسع عشر). المصنف تراثا عالميا من طرف اليونسكو.

## التاريخ
يبدأ تاريخ القصر بتشييد الداي رمضان باشا لبرج الزوبيا سنة 1576 لتعزيز دفاعات المدينة المنخفضة. لقب لاحقا بقاع السور وسبع التبرن وتوبنات أرناؤوط لاحتوائها على قطع مدفعية استقدمها الرايس مامي أرناؤوط. ولقب بالحصن 23 بعد تشييد أسوار المدينة في عهد الاحتلال الفرنسي. أما، ترقيم القصر (قصر 16، 17، إلخ) ومنازل «الصيادين» فجرى أثناء الأعمال المسحية لنفس الفترة.
المرجع التاريخي الوحيد المتاح، يتعلق بقصر رقم 18 الذي بناه الرايس مامي أرناؤوط في حوالي 1750.

## الفترة الاستعمارية
بعد عام 1830 تاريخ احتلال مدينة الجزائر، صار القصر 18 إقامة لقائد الهندسة المدنية، ثم مدرسة داخلية للبنات، ثم مكتب القنصلية للولايات المتحدة، ثم الإقامة «دوق أمال» وأخيرا مكتبة البلدية.

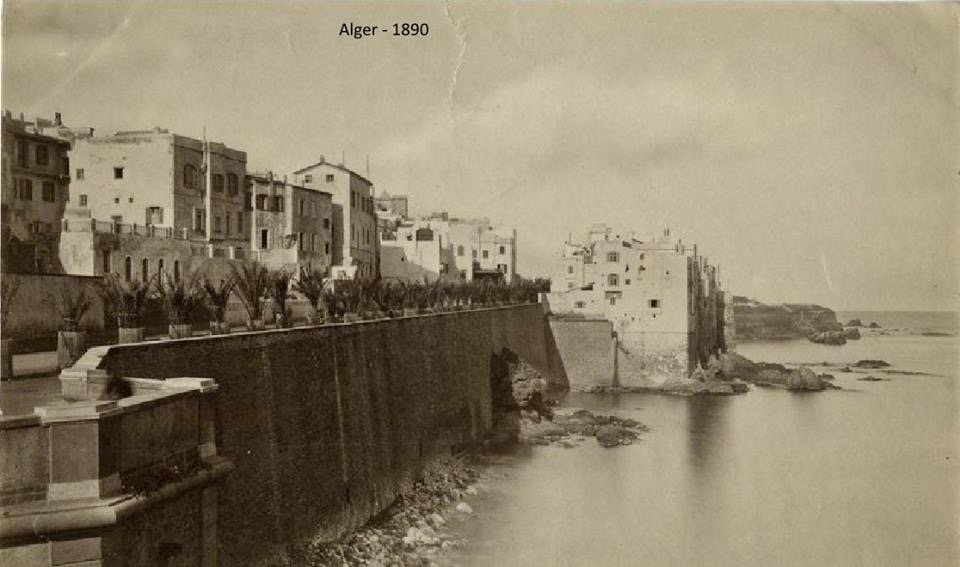
قصر الرياس قي 1890

## بعد الاستقلال
بعد استقلال الجزائر في عام 1962، احتلت أسر جزائرية الموقع التاريخي وتعرض إلى بعض التغييرات. ورغم هذا الاحتلال الذي ألحق ضررا بالمبنى، إلا أنه ساعد على إبقاء المشغولات الخشبية أجزاء من المفارقات في حالة حفظ خاصة. كما تأثر المبنى بالعوامل المناخية ومن قربه من البحر نتج عنها عواقب ضارة إلى حد تهديد المبنى بالانهيار.
وفي عام 1980، شرعت وزارة الثقافة في التكفل على مراحل مختلفة بالمعلم التاريخي. أولاً بترحيل القاطنين إلى سكنات، ثم الدراسة وترميم ما سيصبح لاحقا مركز الفنون والثقافة في قصر الرياس (الحصن 23). الهدف الرئيسي لمشروع ترميم هذا المعلم التاريخي هو تأهيله وتطويره لاستغلال أفضل. استمرت الأشغال من 1987 إلى 1993 ليفتح القصر للجمهور في عام 1994.

## بعض التواريخ
- 1750/1798: الداي مصطفى يشيد القصر 18.
- 1830: الاحتلال الفرنسي للجزائر.
- 1840: بداية تغييرات حضرية كبيرة في «قصبة الجزائر العاصمة».
- 1906: تاريخ تصنيف الحصن 23 كتراث وطني (جددت في المرسوم 67-281، 20 ديسمبر 1967).
- 1932: وضع برنامج للتنمية القصبة. الاختفاء التدريجي لأحياء البحرية التي فسحت المجال للمدينة الأوروبية.
- 1962: الحصن 23 الدليل الوحيد على تمدد القصبة نحو البحر؛ يصبح مسكن لأسر جزائرية.
- أوائل عام 1980: إعادة إسكان الأسر وتكفل وزارة الثقافة بالمبنى.
- 1980، 1985: COMEDOR يتكفل تقنيا / زيارات لخبراء واستشاريي اليونسكو.
- عام 1985/1986: دراسات لحالة المباني ينجزها مكتب دراسات تركي.
- نهاية 1987: شركة إيطالية تبدأ أعمال الترميم.
- 1991: تصنيف المعلم كتراث وطني.
- 1992: تاريخ تصنيف المعلم كتراث عالمي (ضمن نطاق تصنيف القصبة).
- 1 نوفمبر 1994: الافتتاح الرسمي لمركز الفنون والثقافة لقصر الرياس.

## الموقع
يقع «قصر الرياس» في شمال شرق بلدية القصبة عند زاوية «نهج أول نوفمبر 1954م» و«نهج محمد رشيد عمارة».

## مكتبة الصور

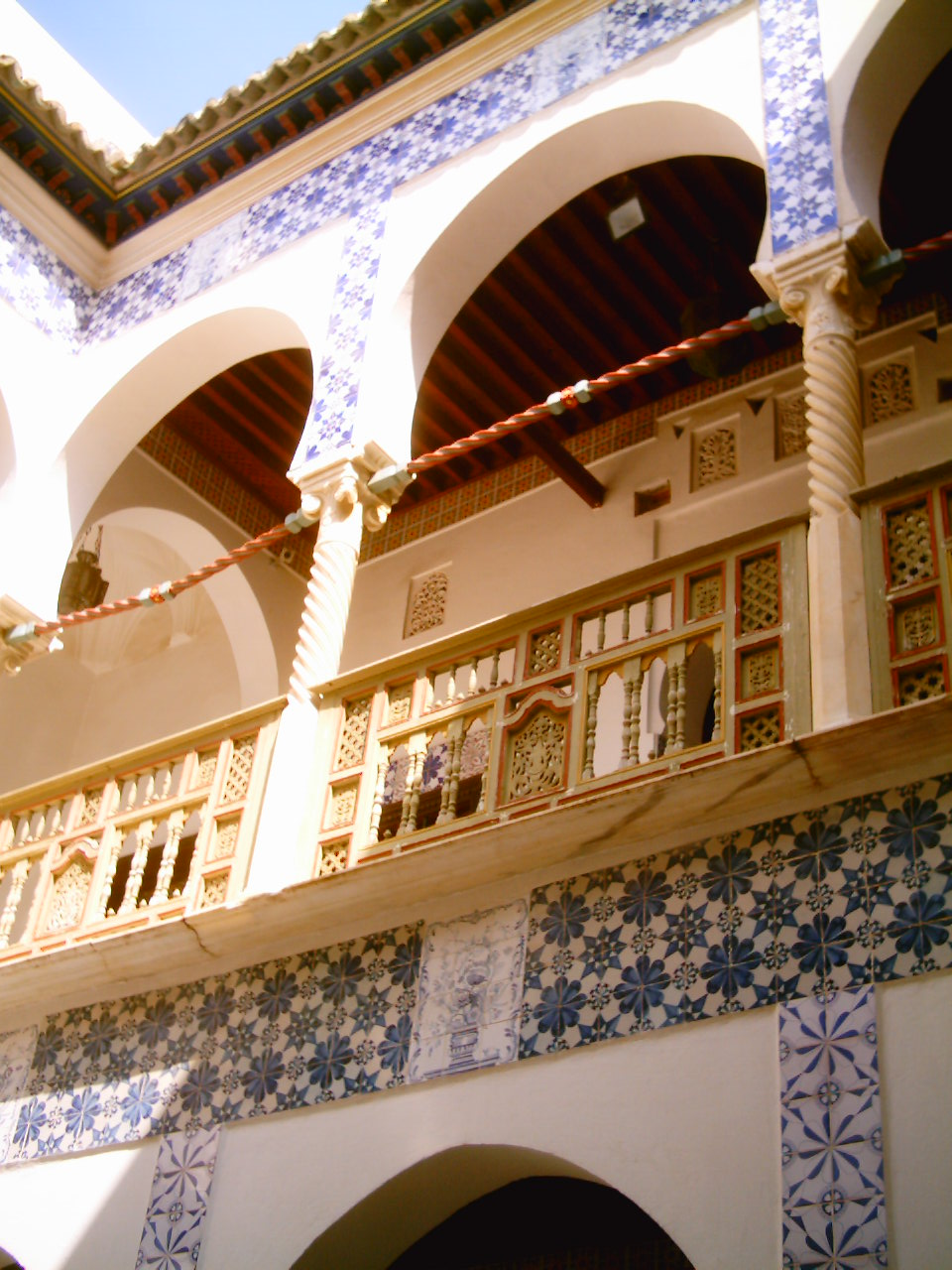
قصر الرياس
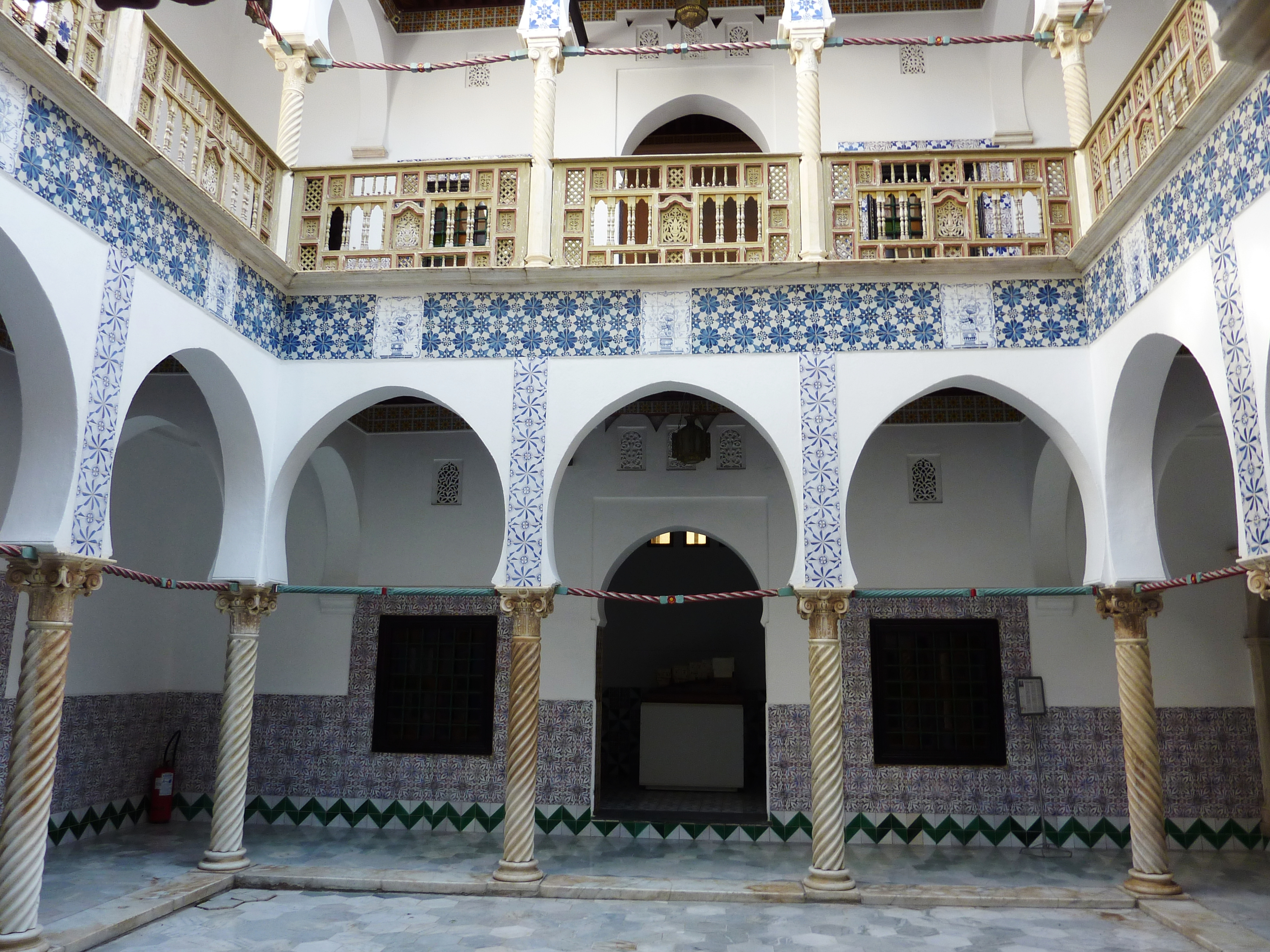
قصر الرياس (السحين)
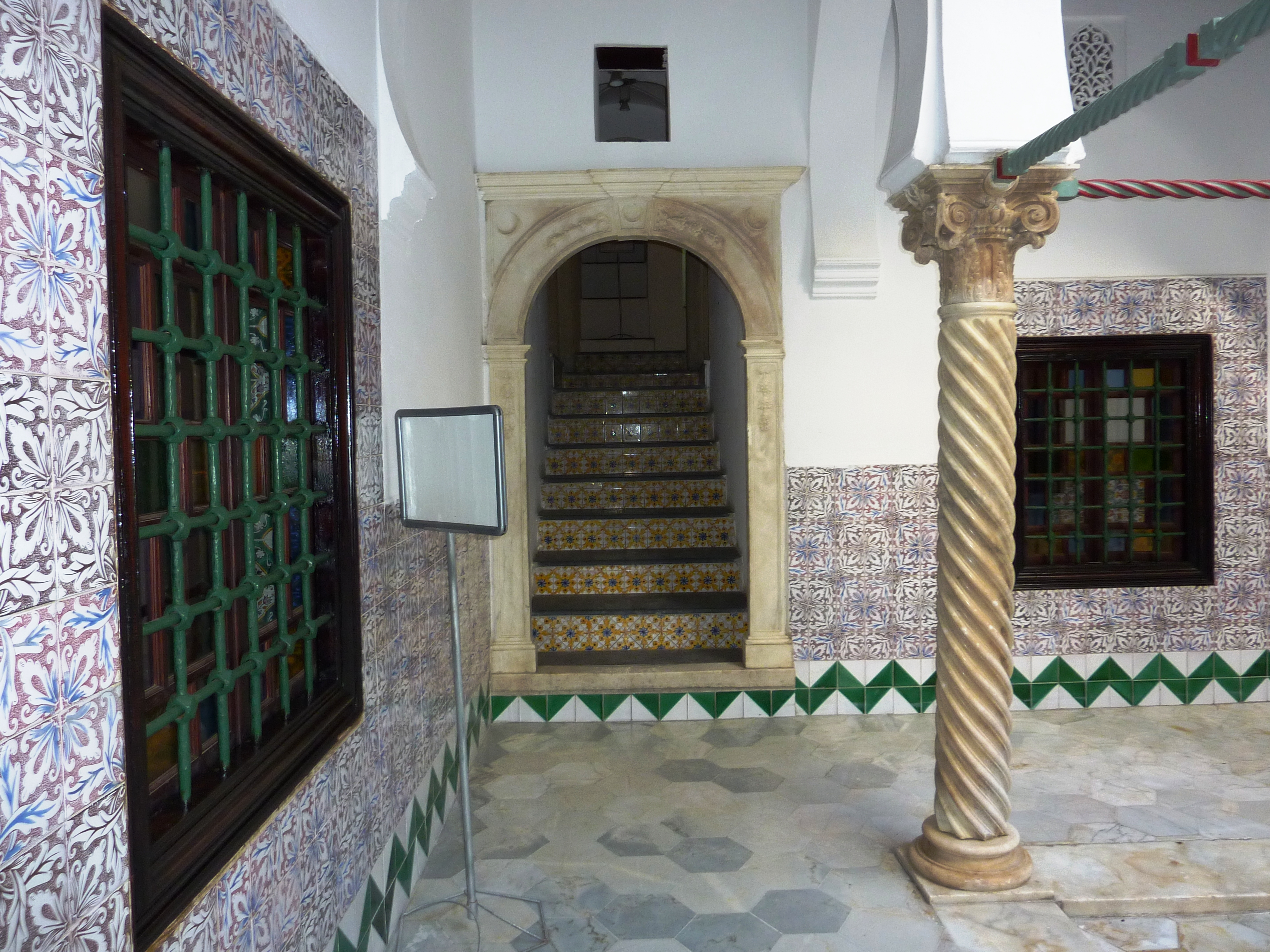
قصر الرياس (وتد)
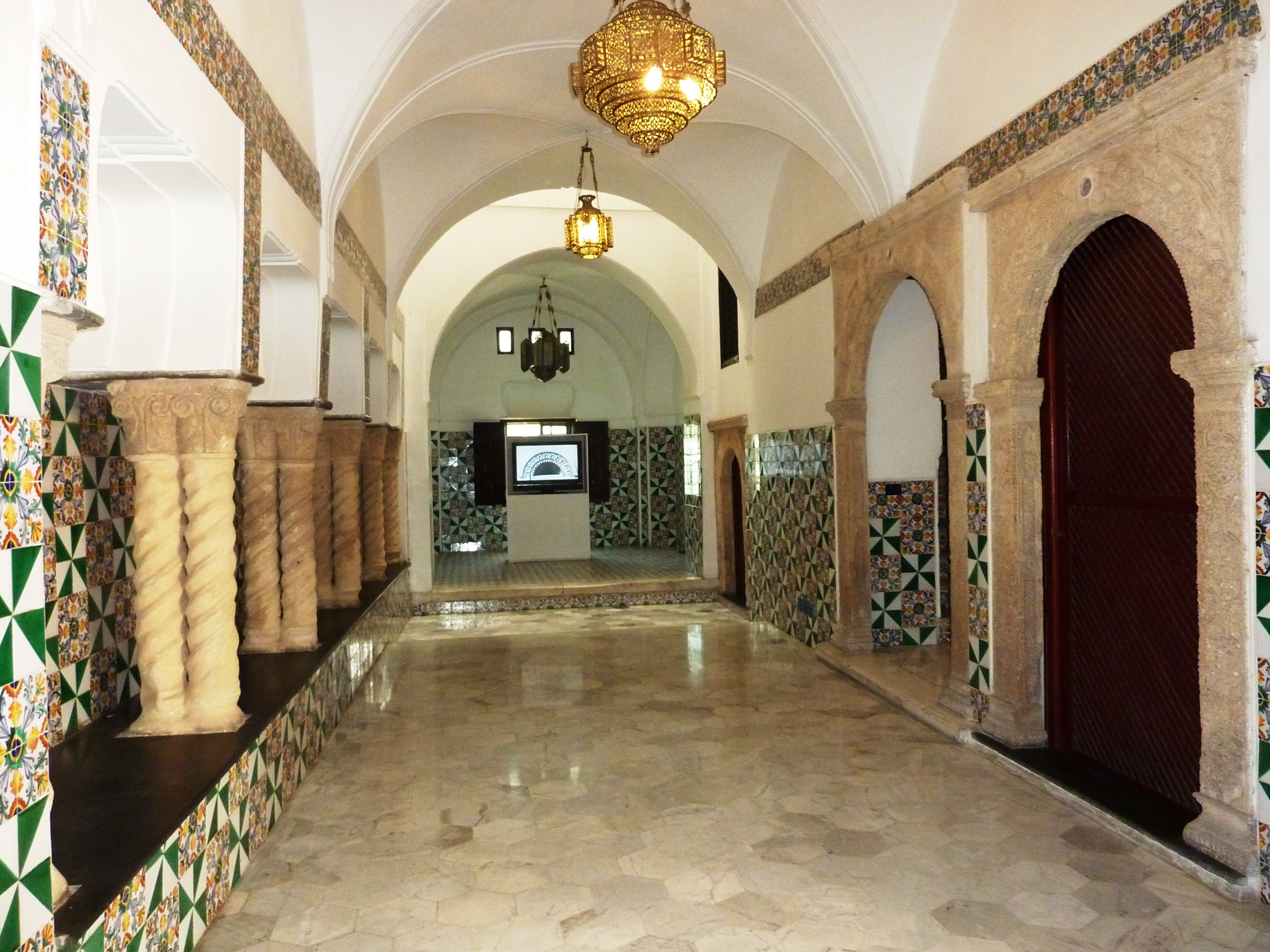
قصر الرياس (السقيفة)
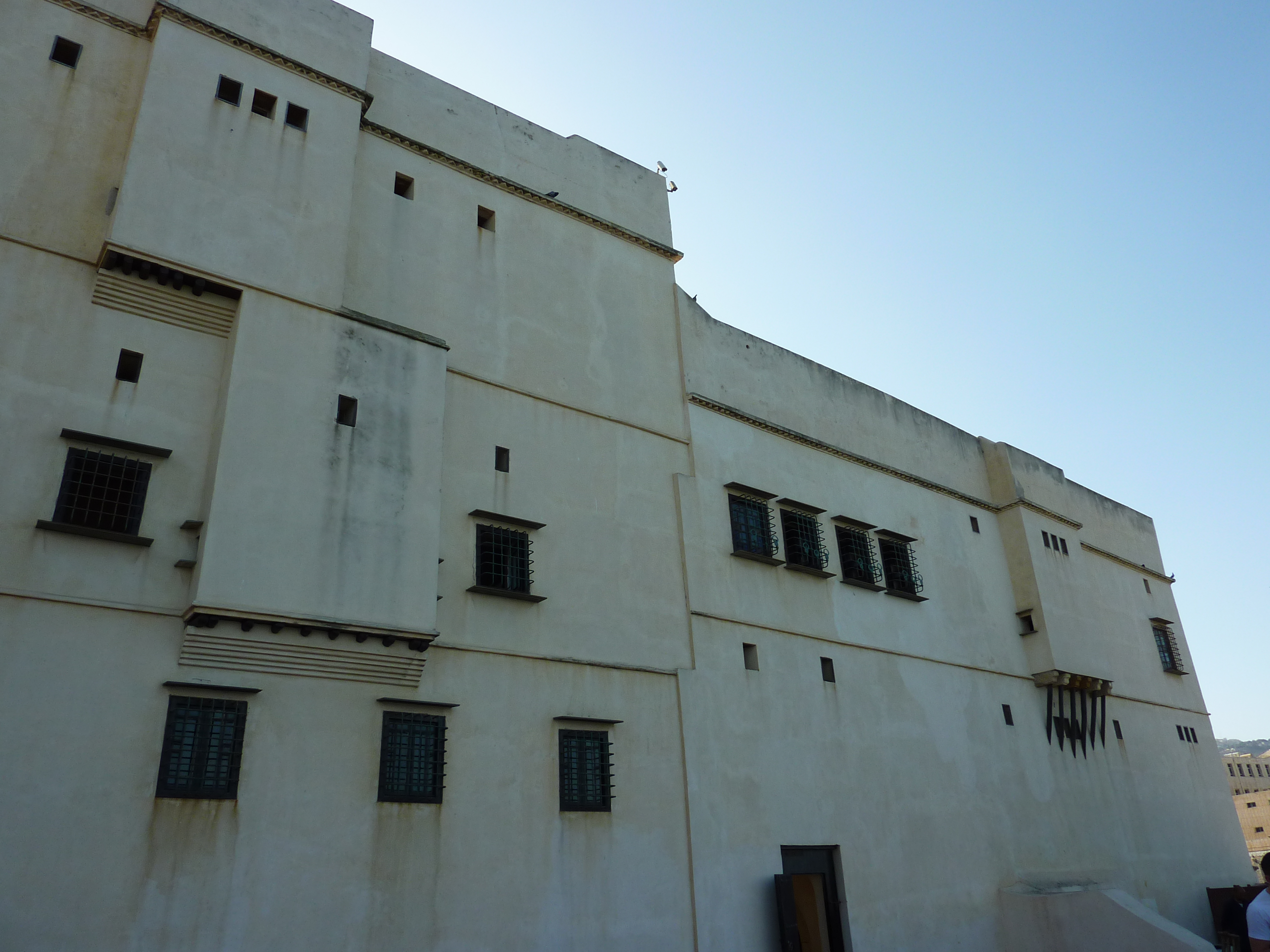
خارج قصر الرياس
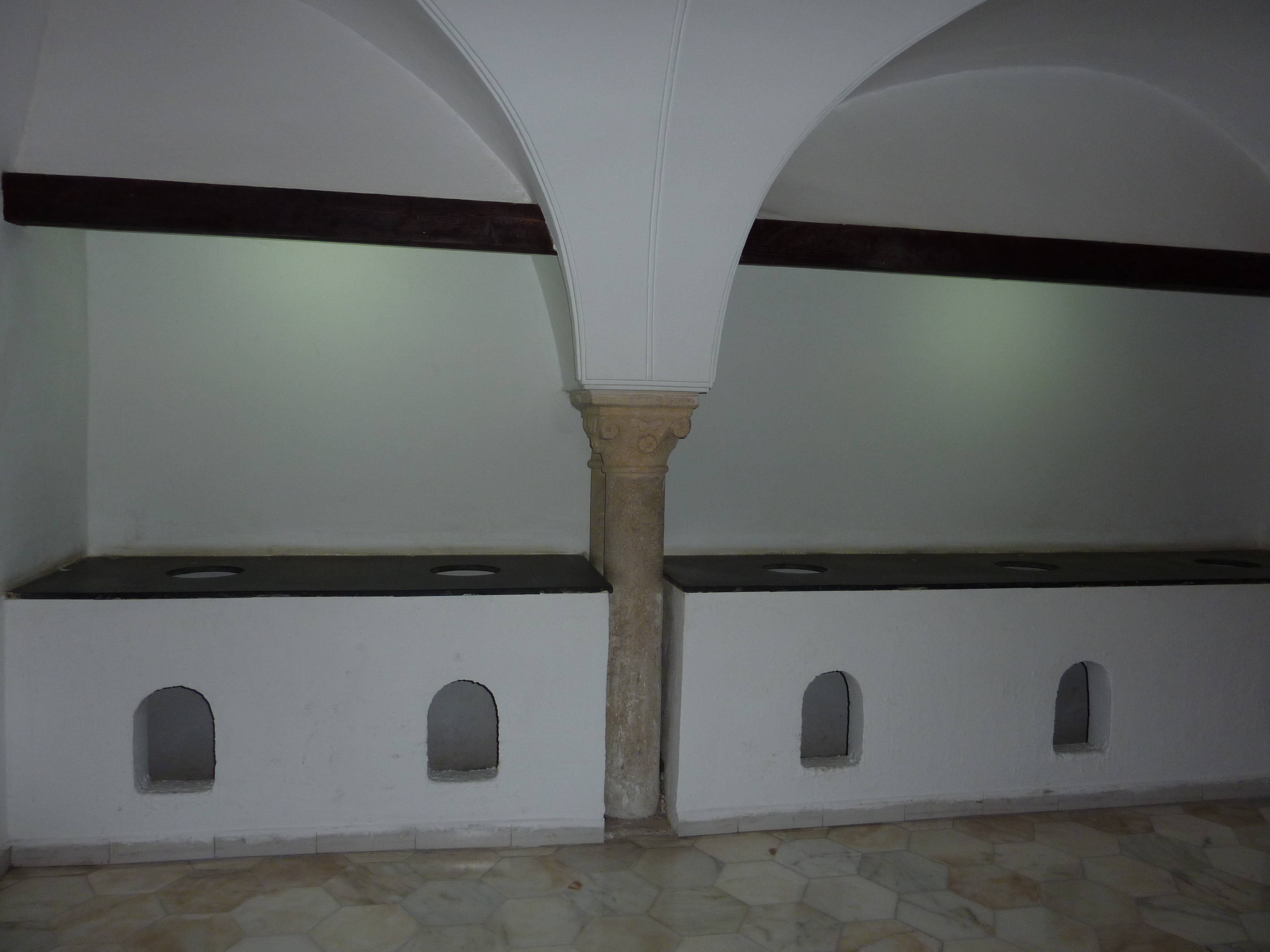
قصر الرياس (الخيامة)
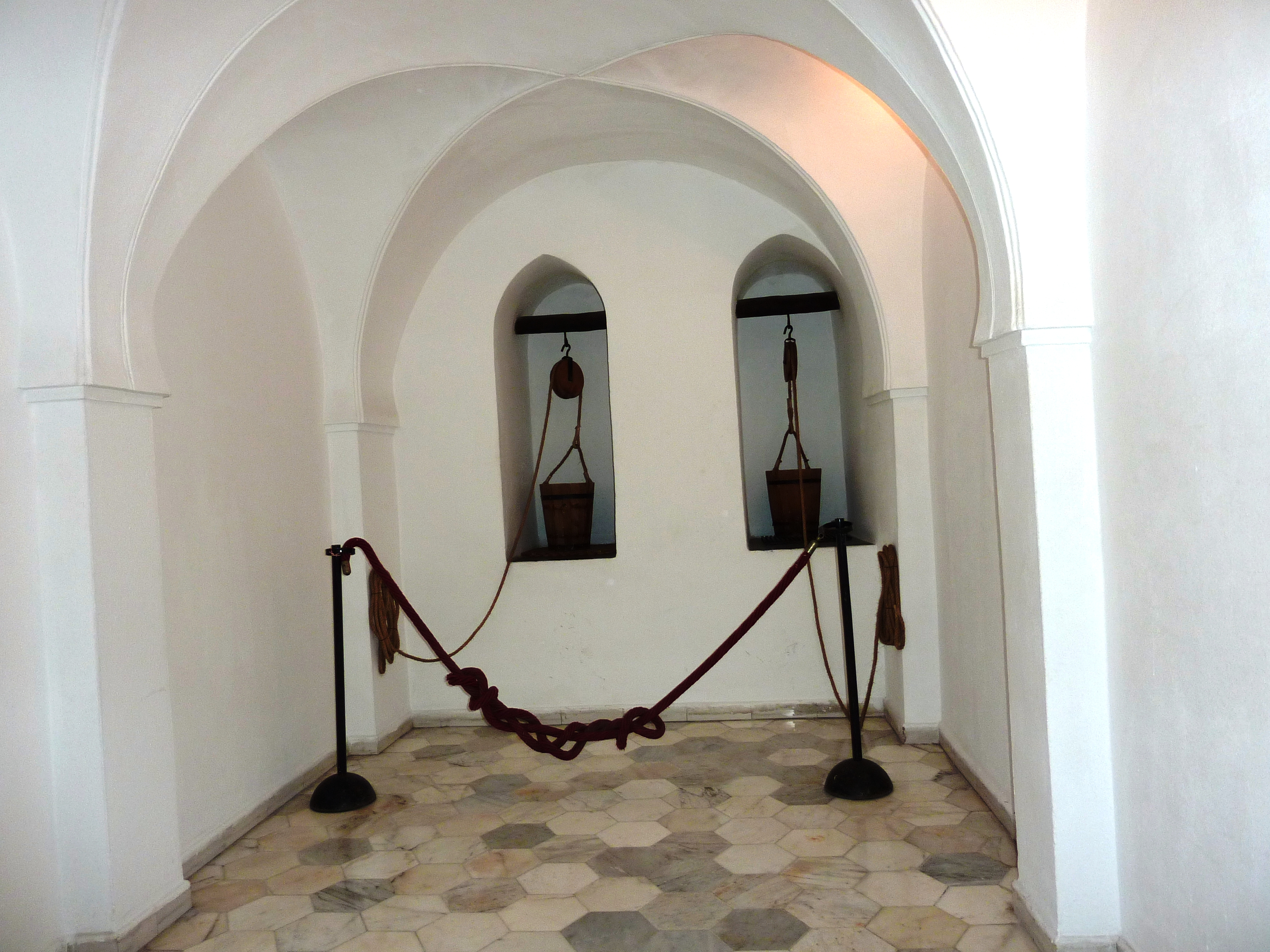
قصر الرياس (بيت الماء)
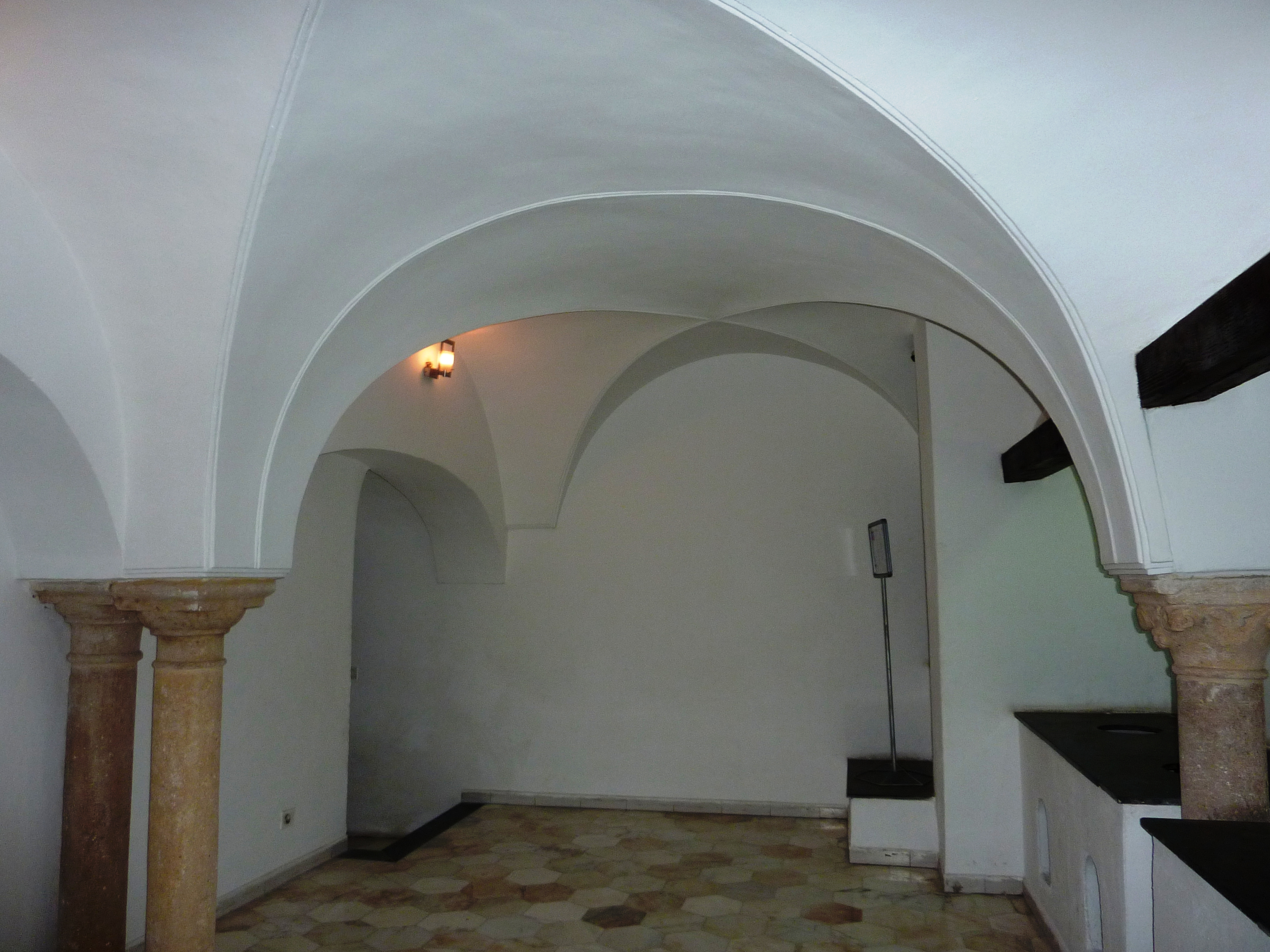
قصر الرياس (الخيامة، مطبخ)
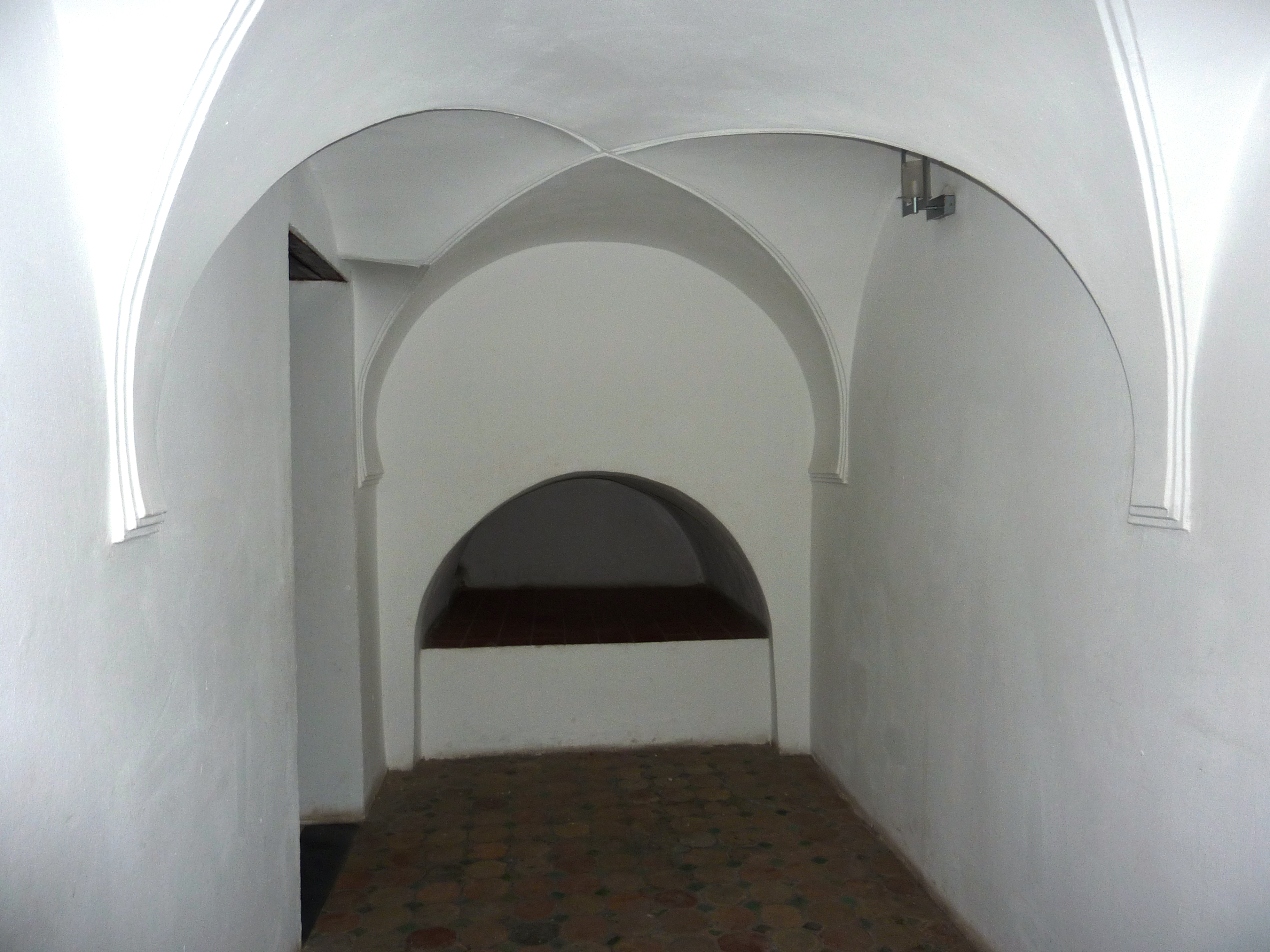
داخل قصر الرياس
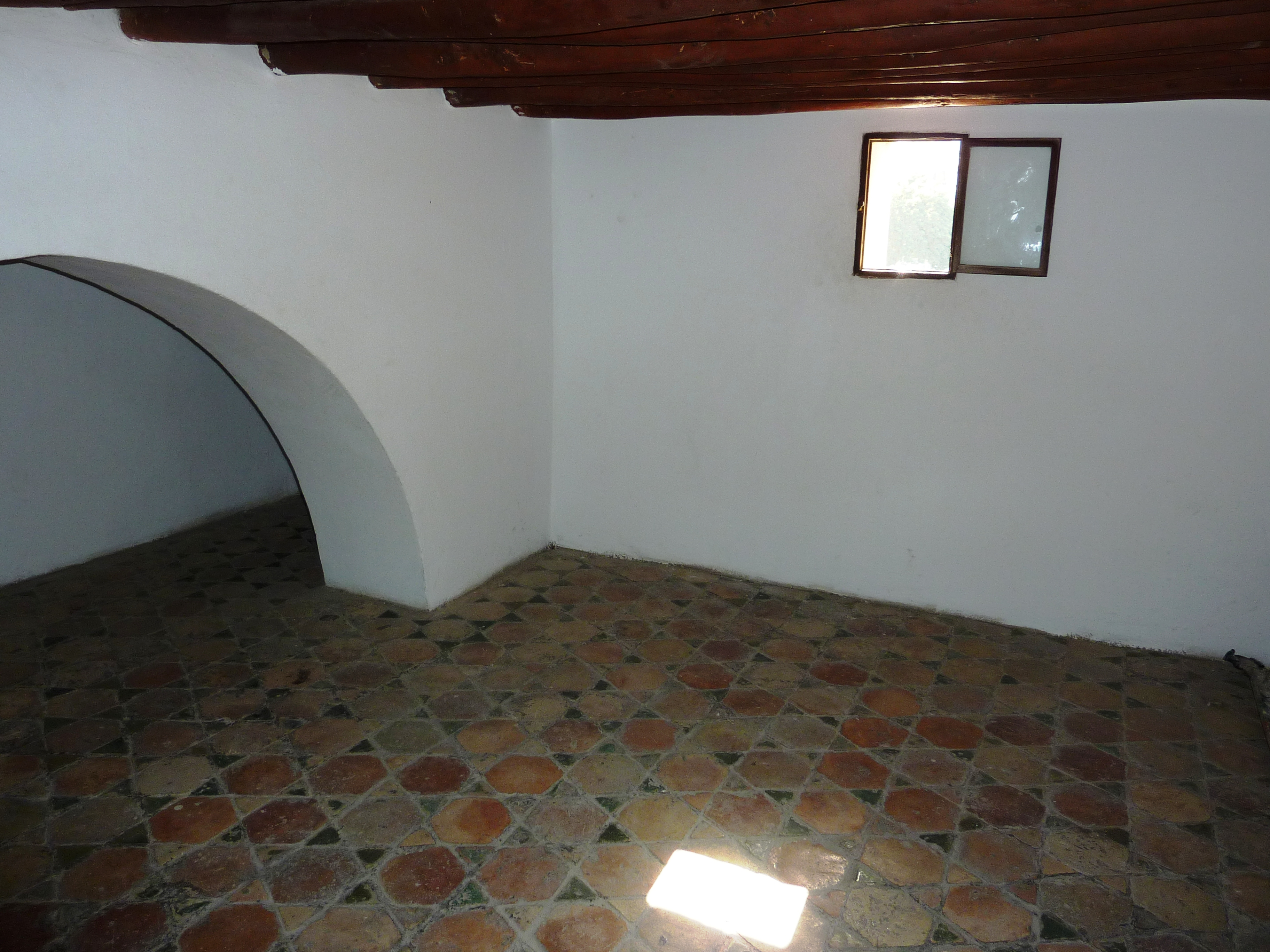
داخل قصر الرياس
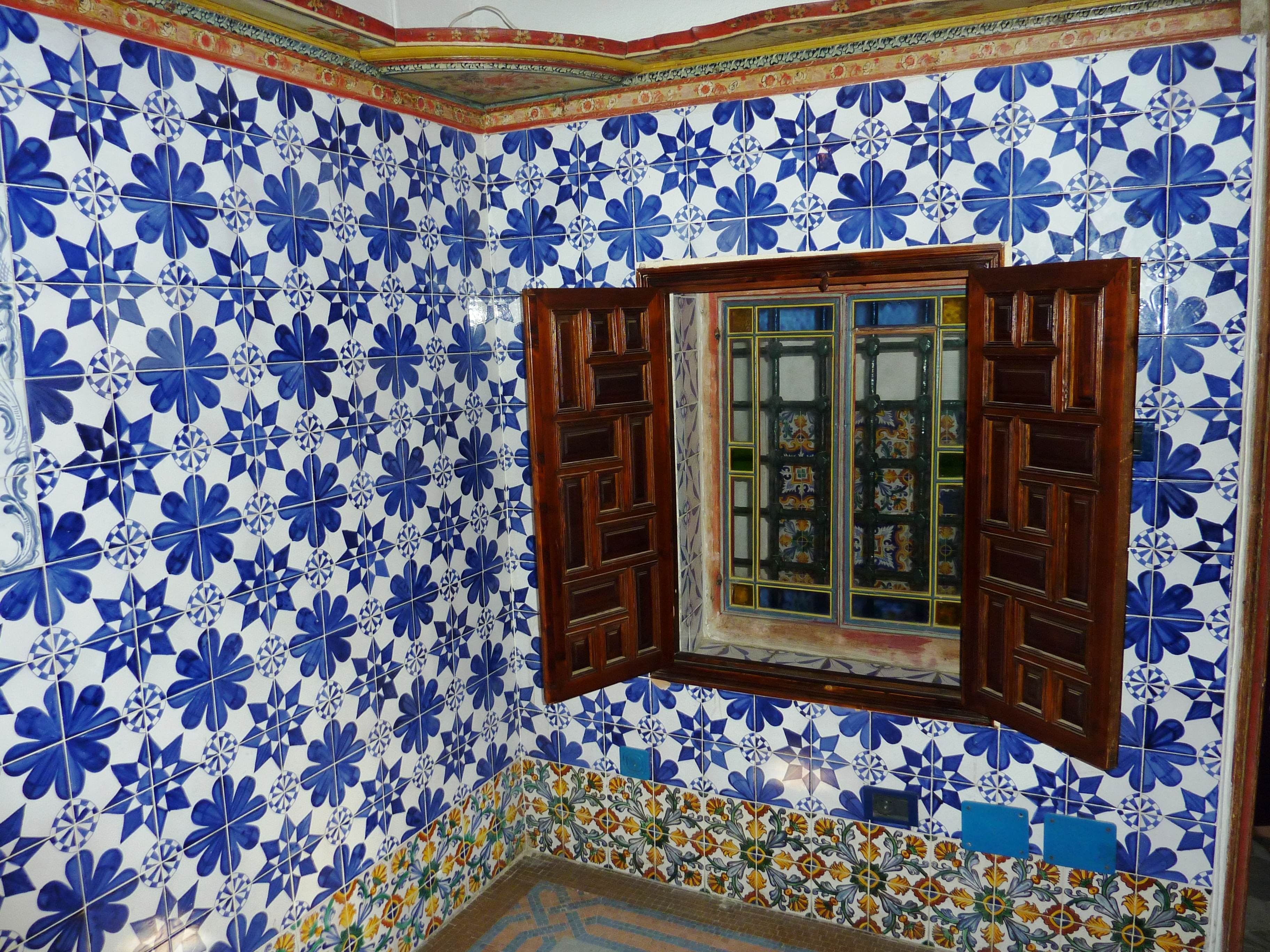
قصر الرياس (نافذة غرفة)
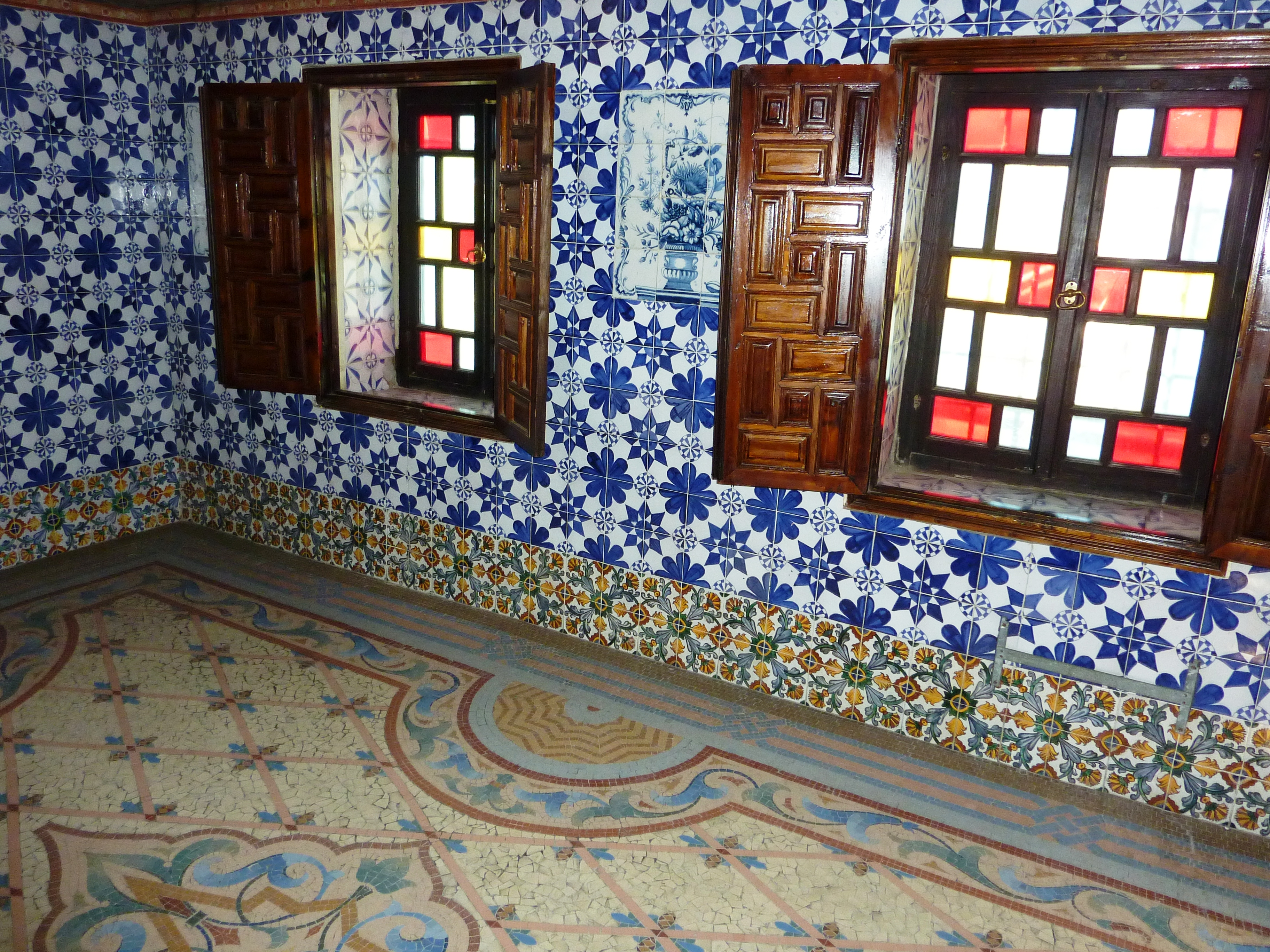
قصر الرياس (أرضية مزخرفة)
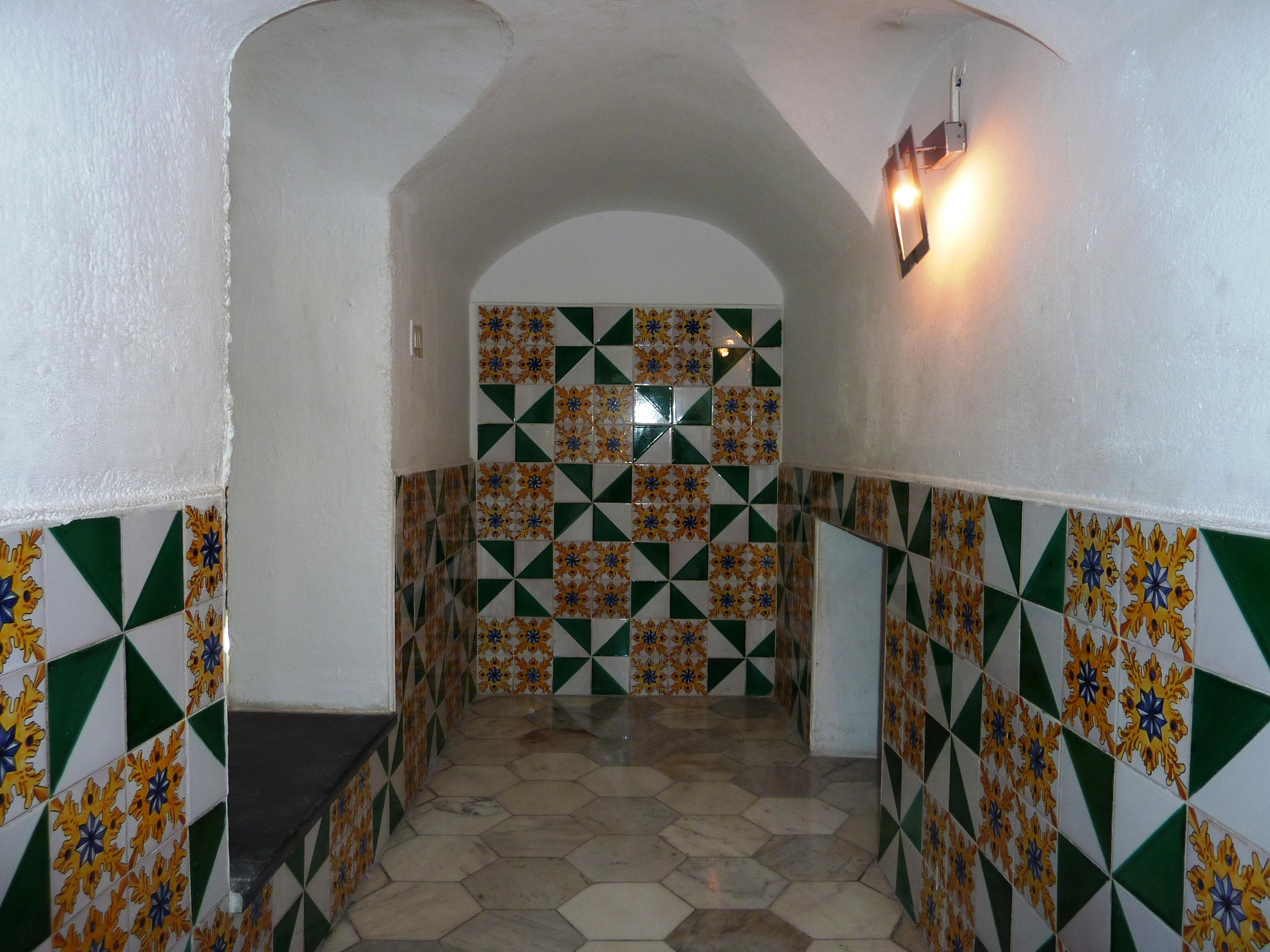
قصر الرياس (مدخل الحمام)
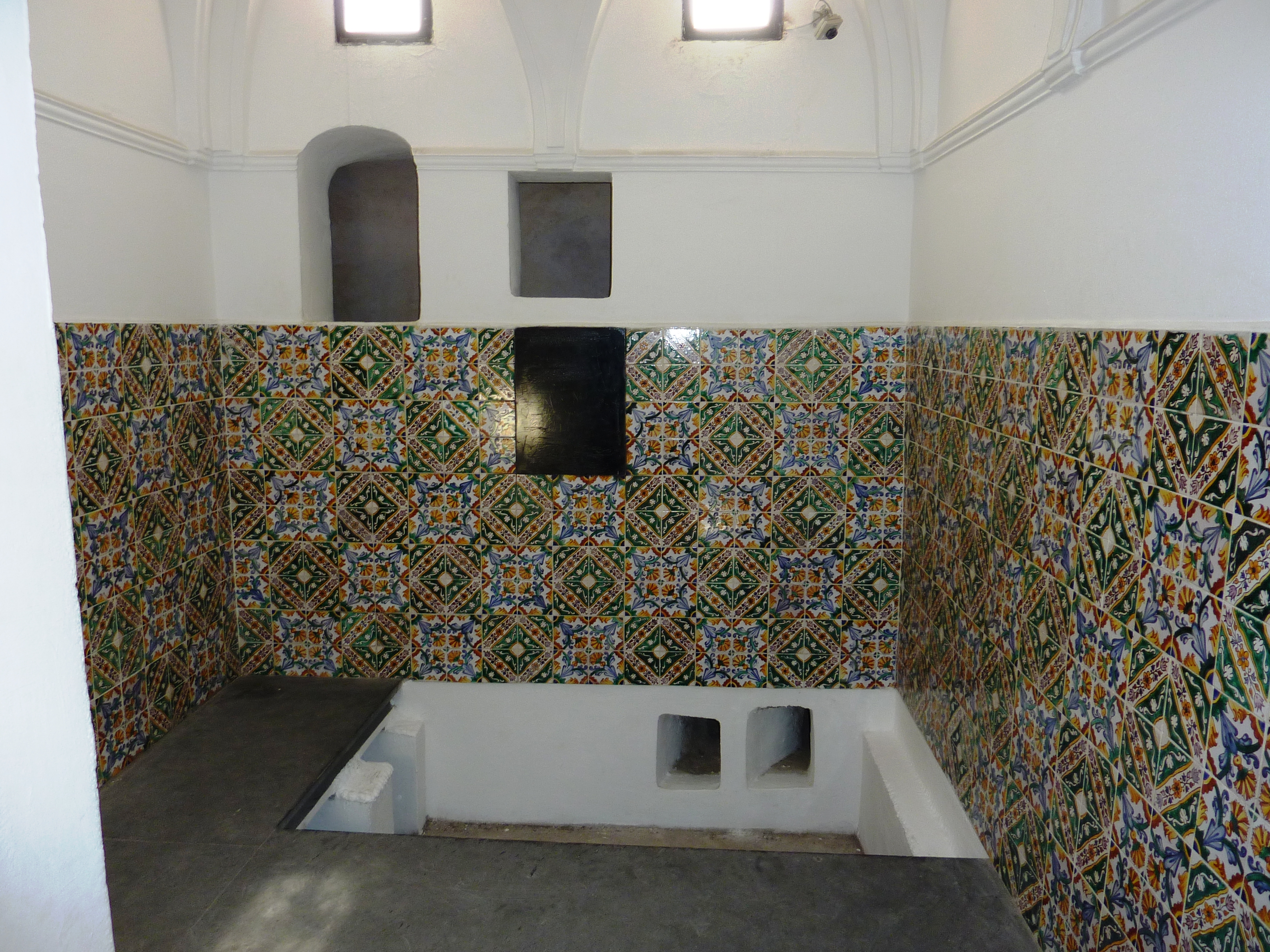
قصر الرياس (الحمام)
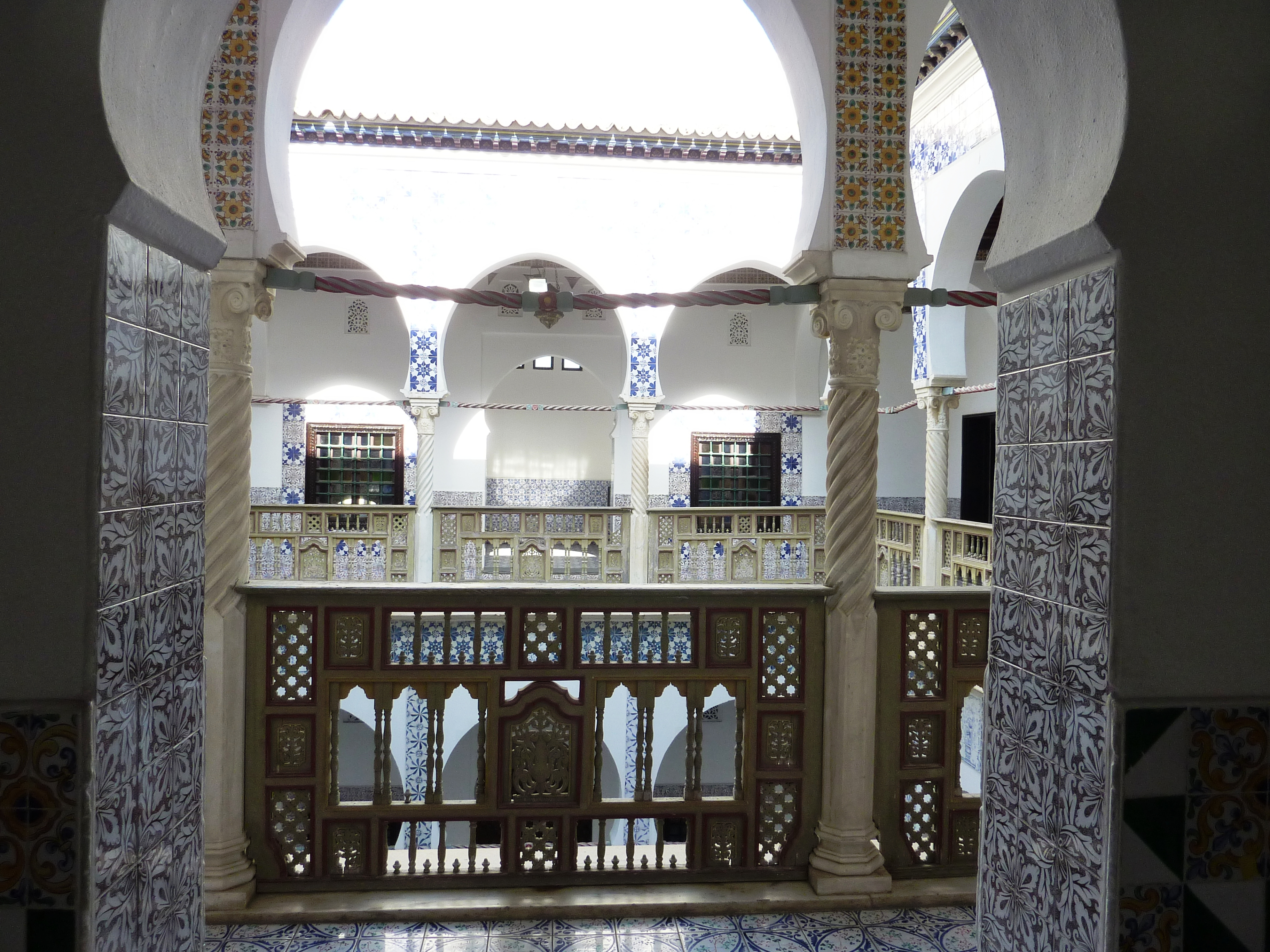
داخل قصر الرياس
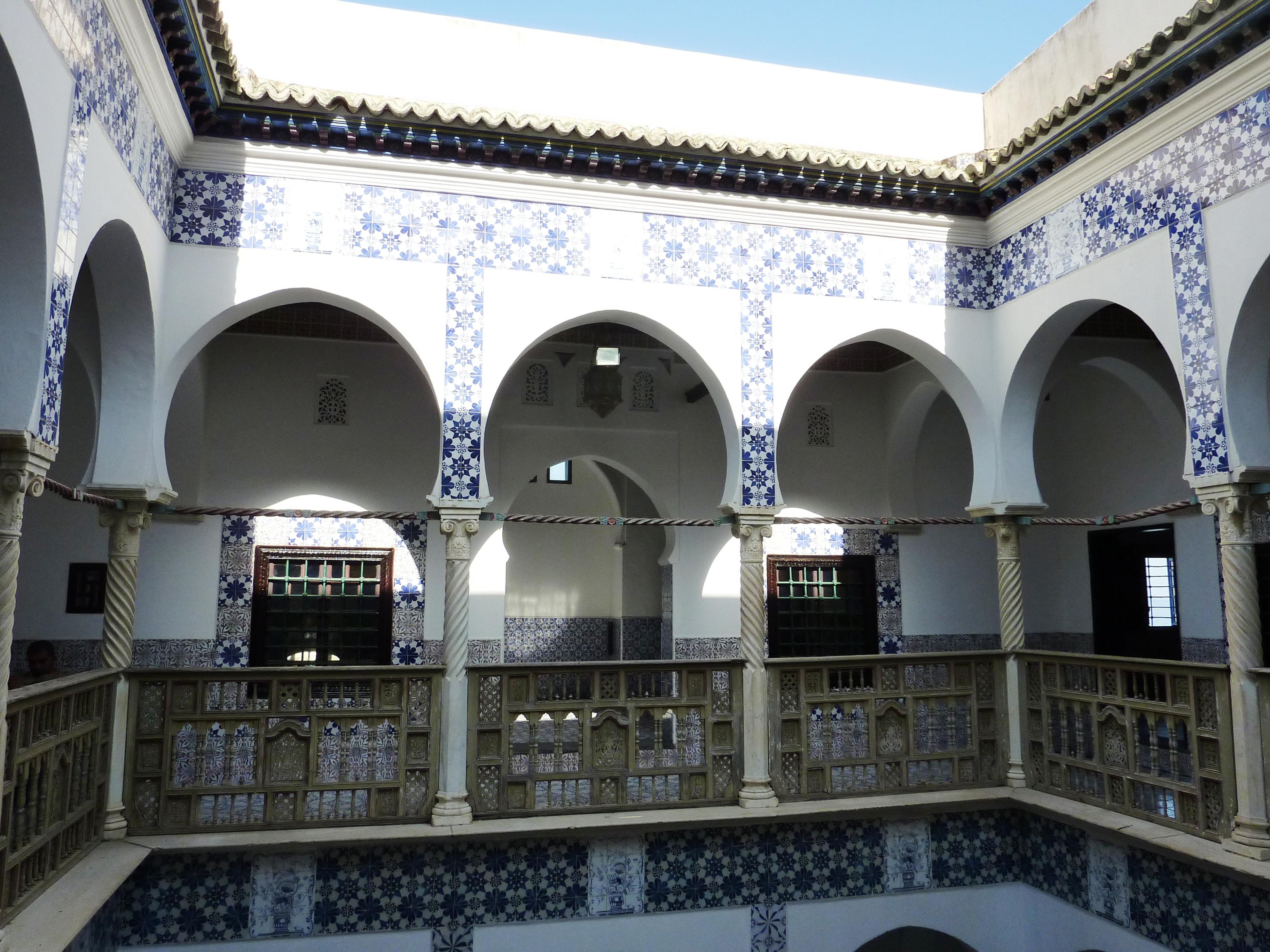
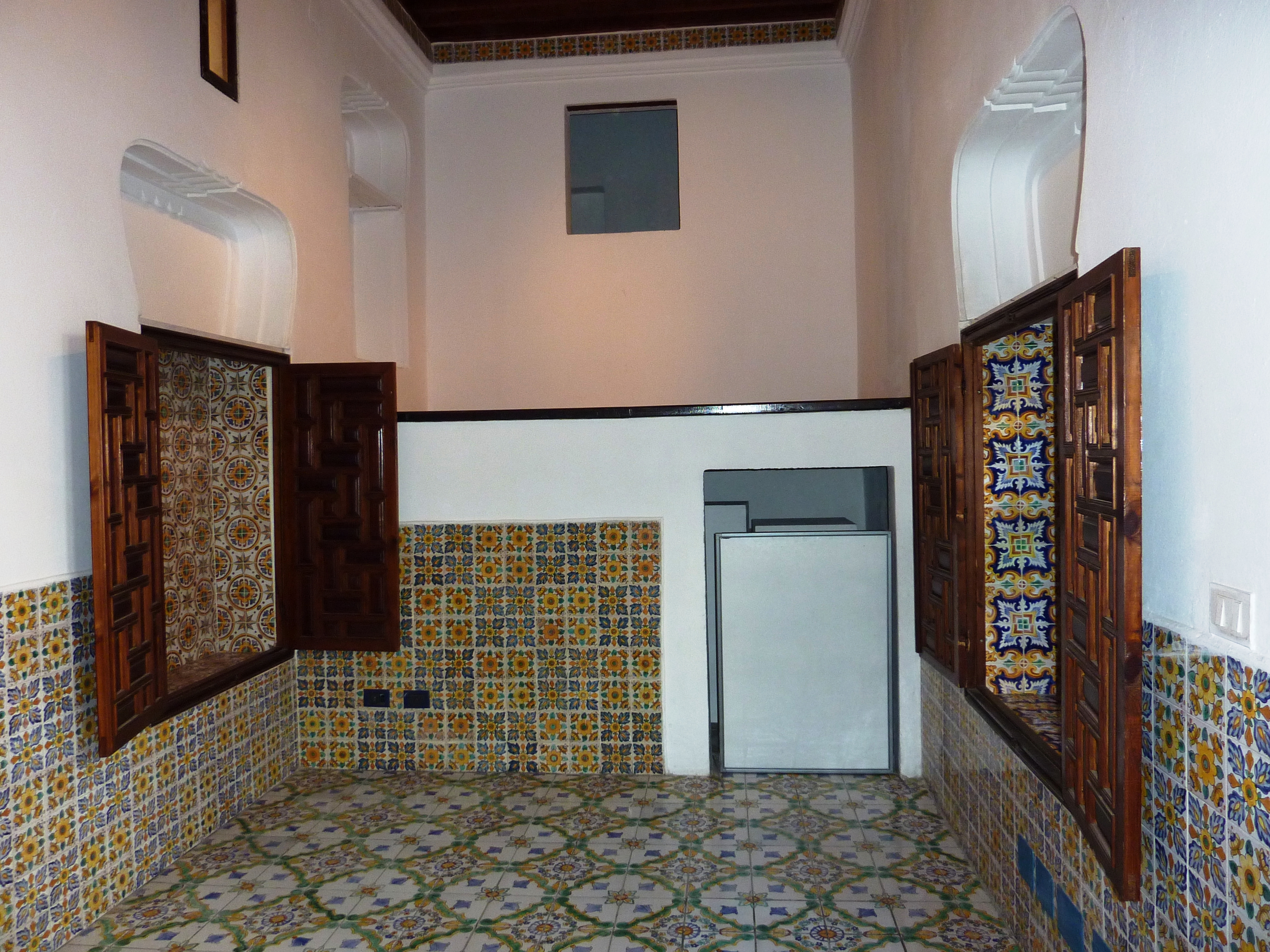
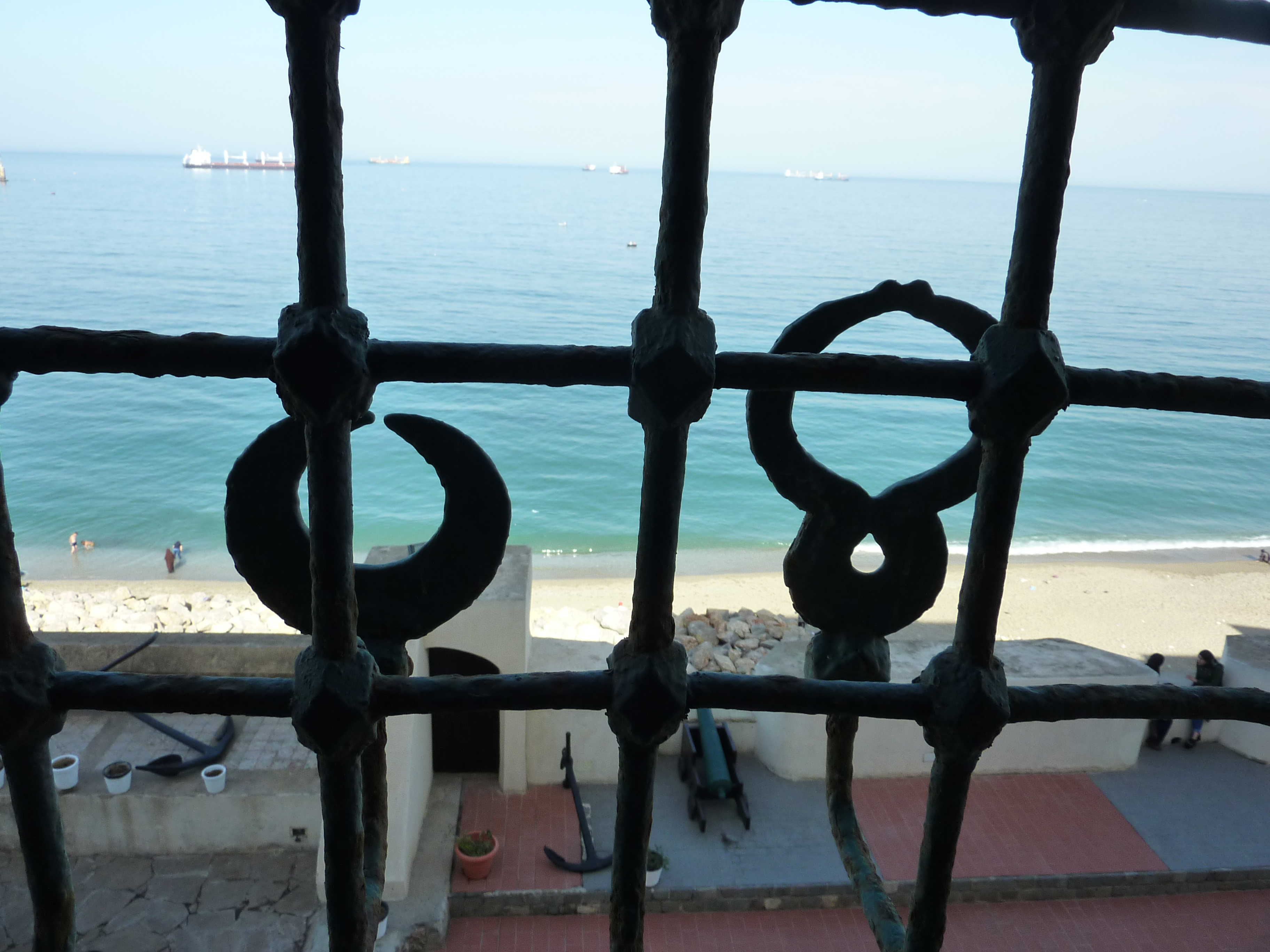
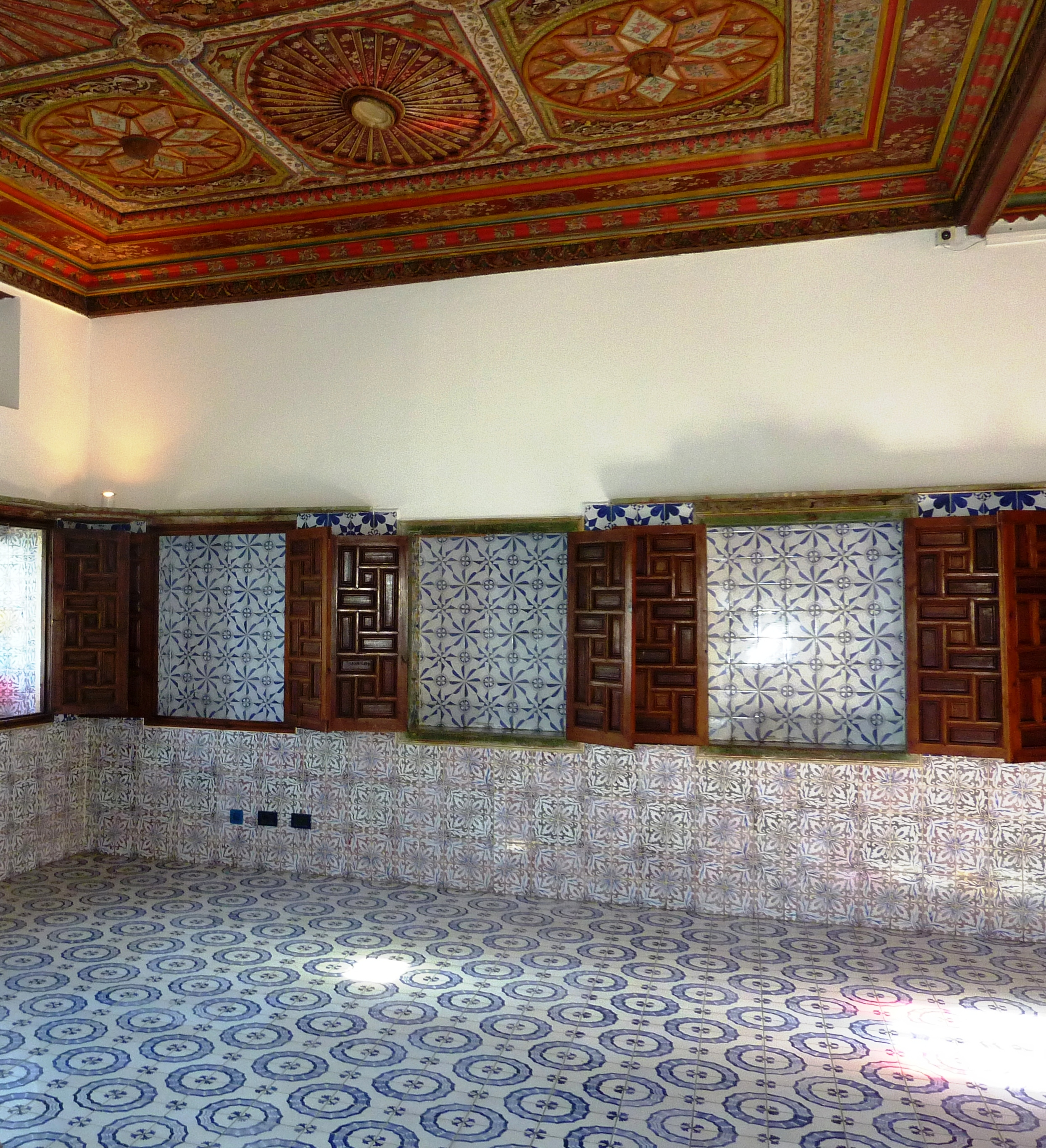
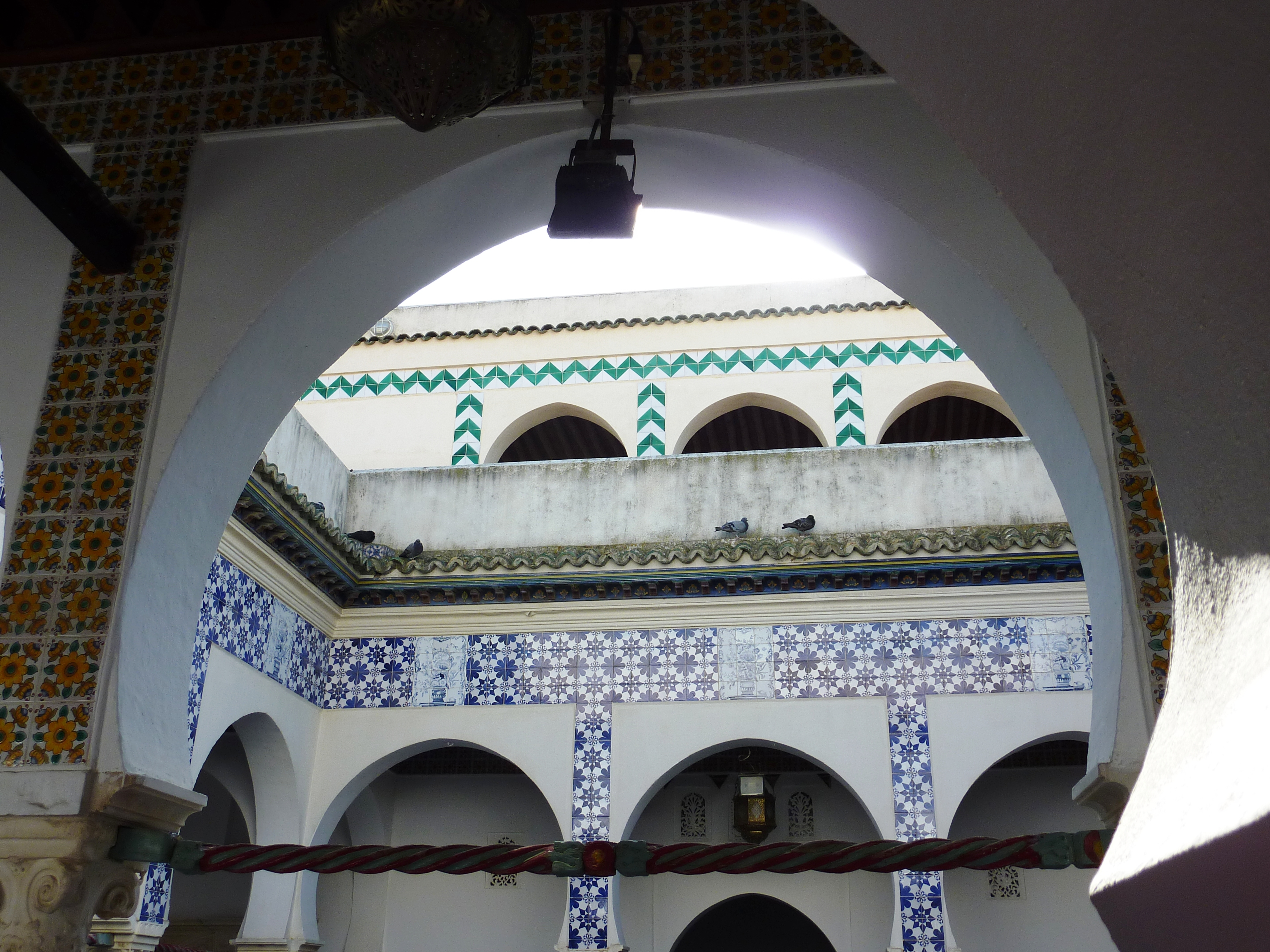
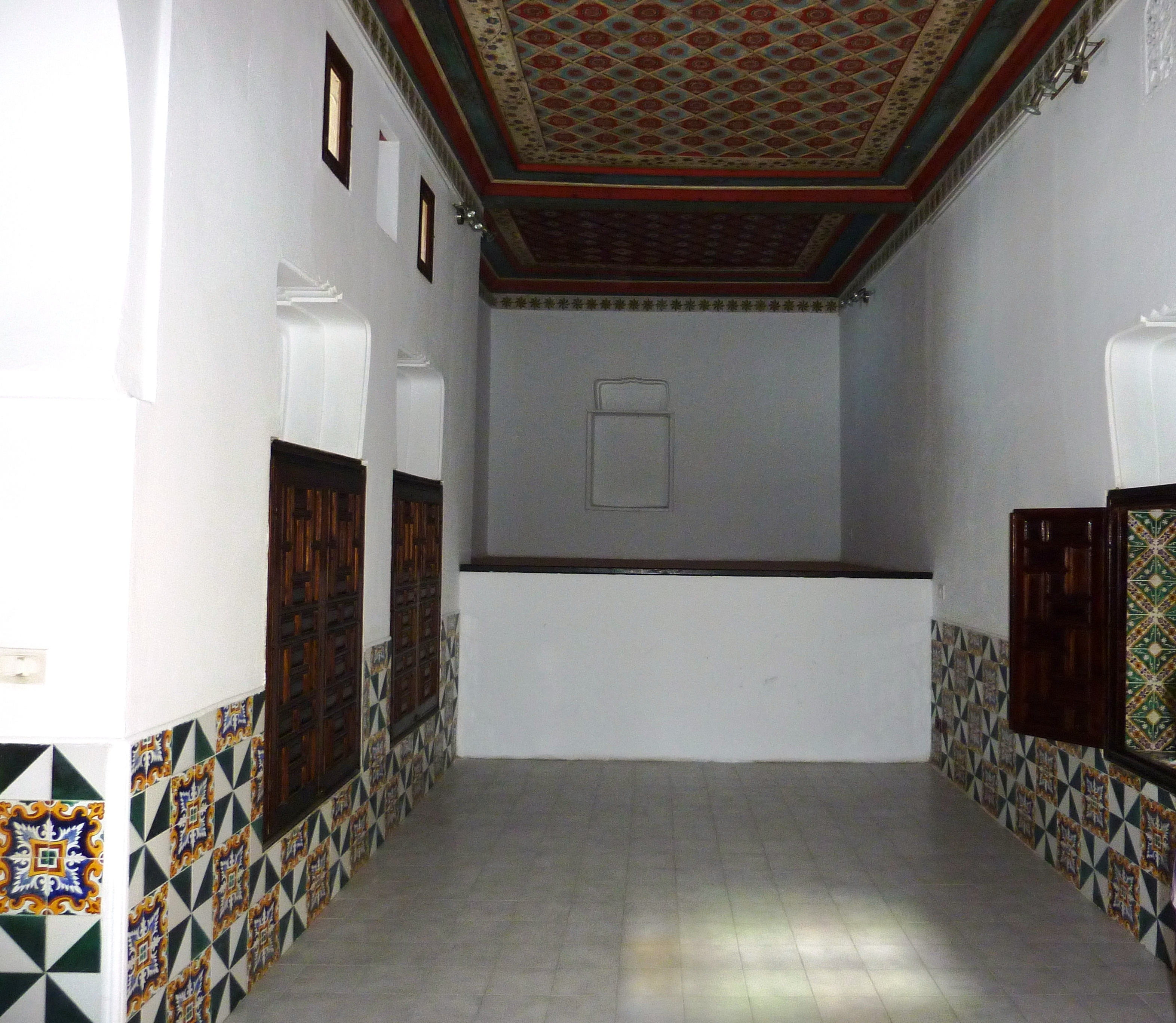
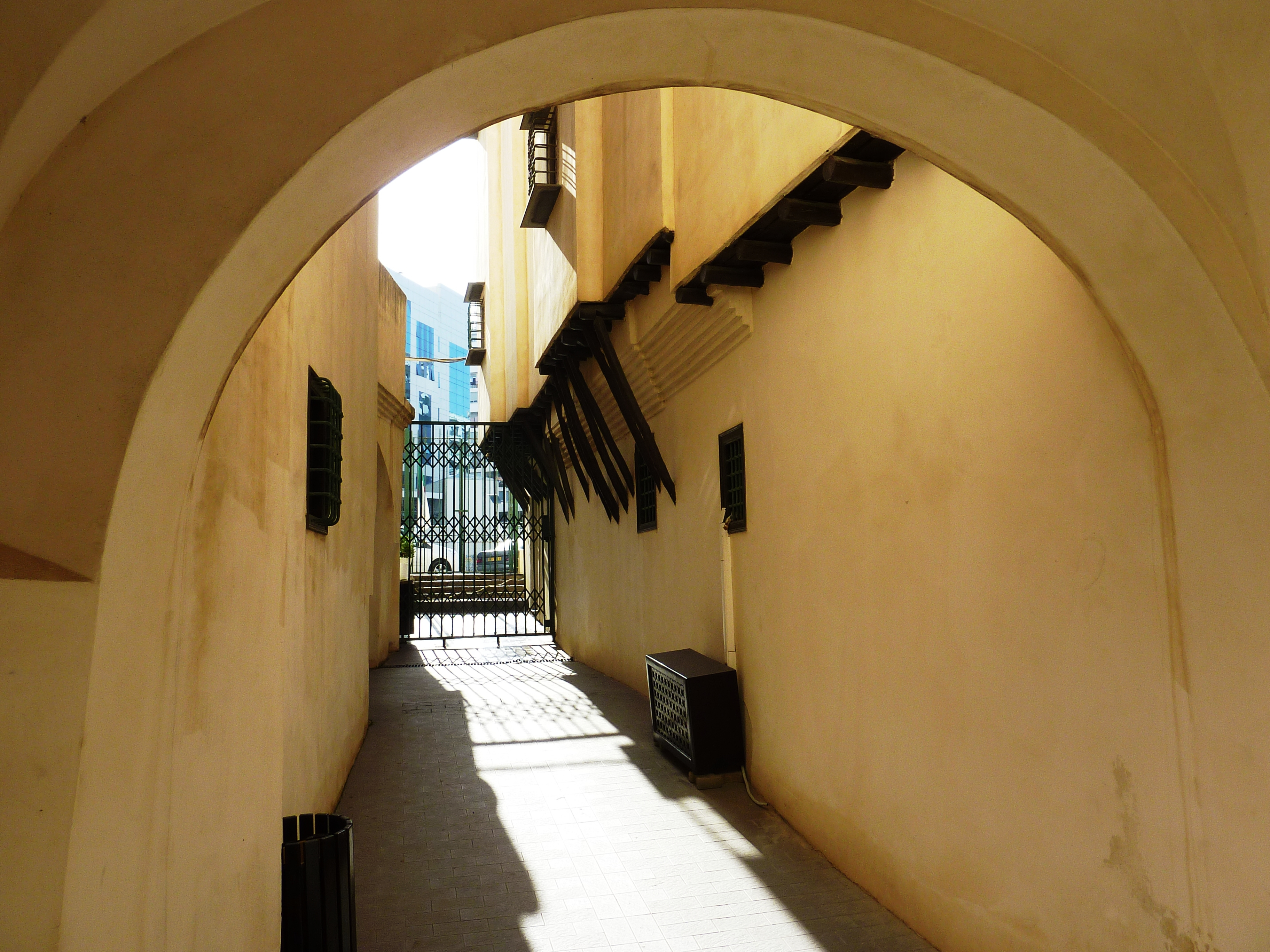
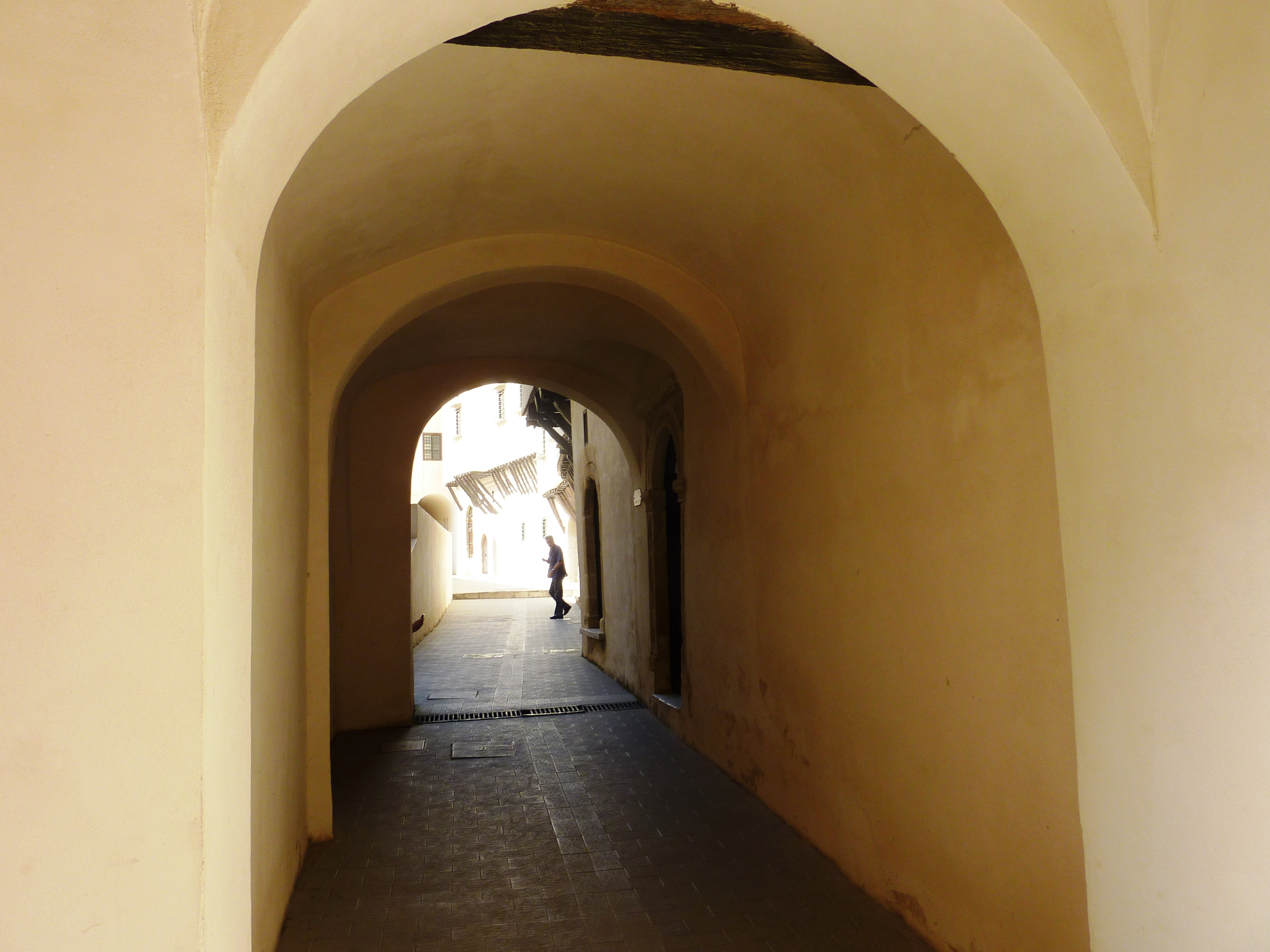
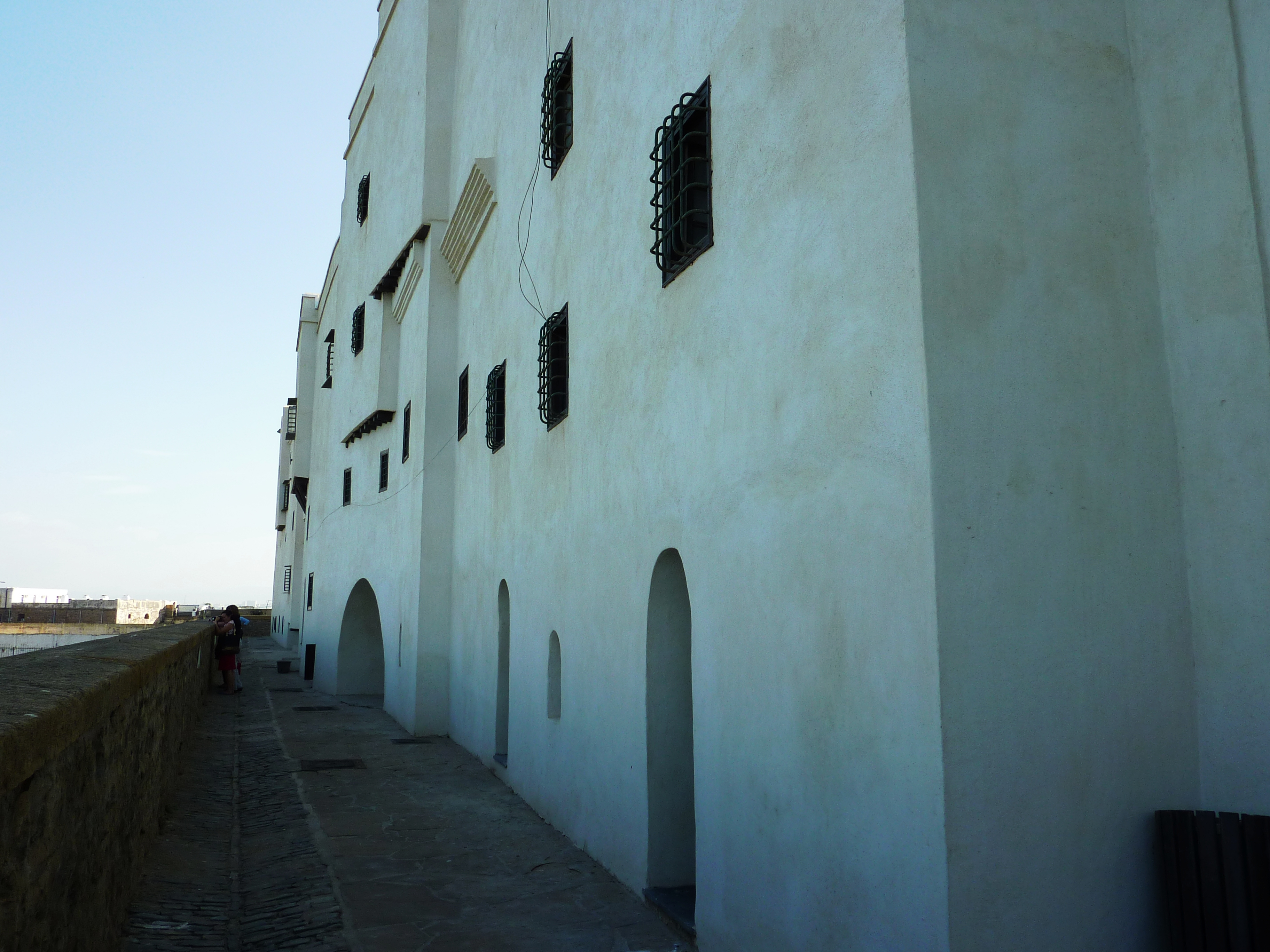
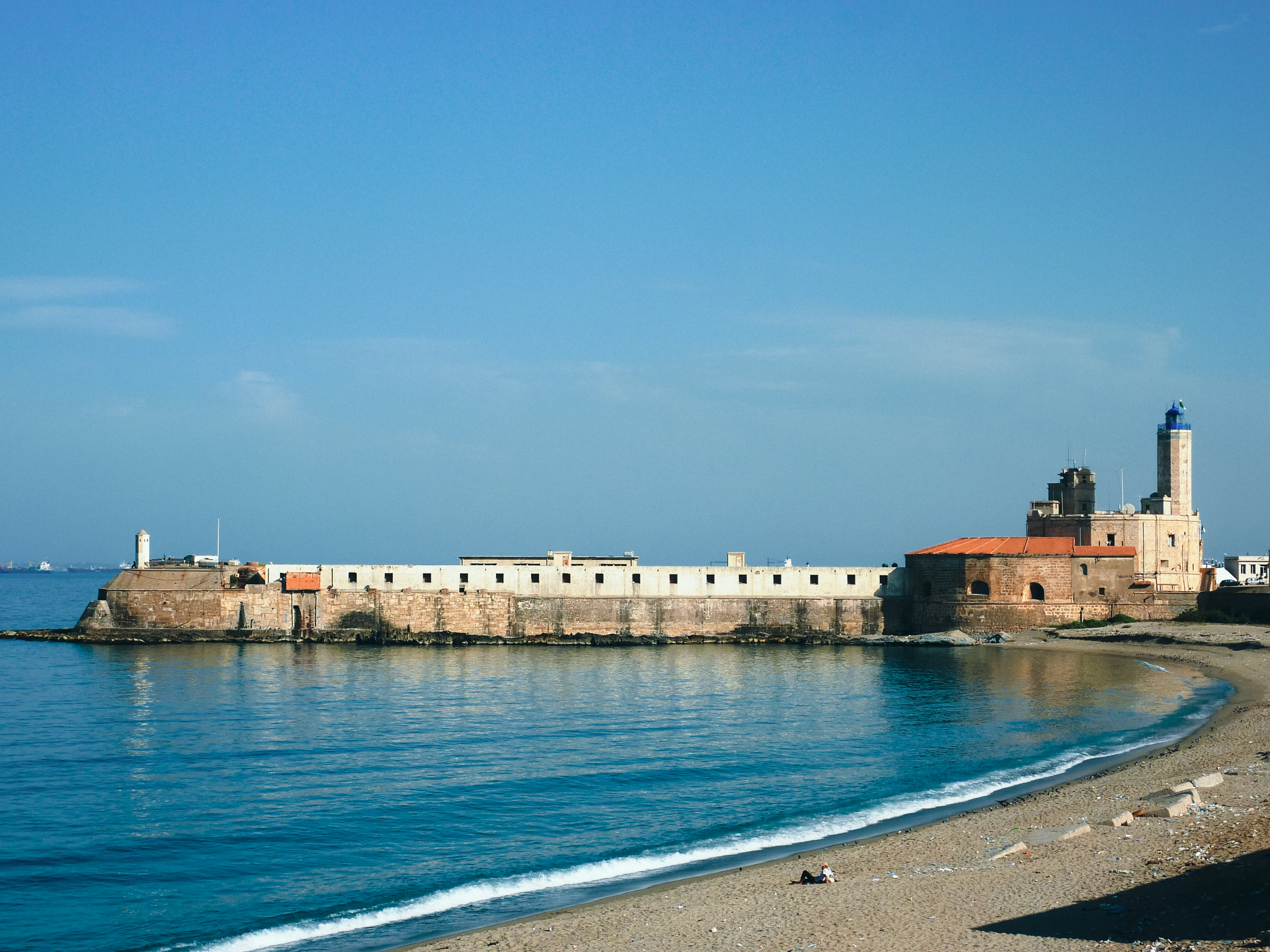
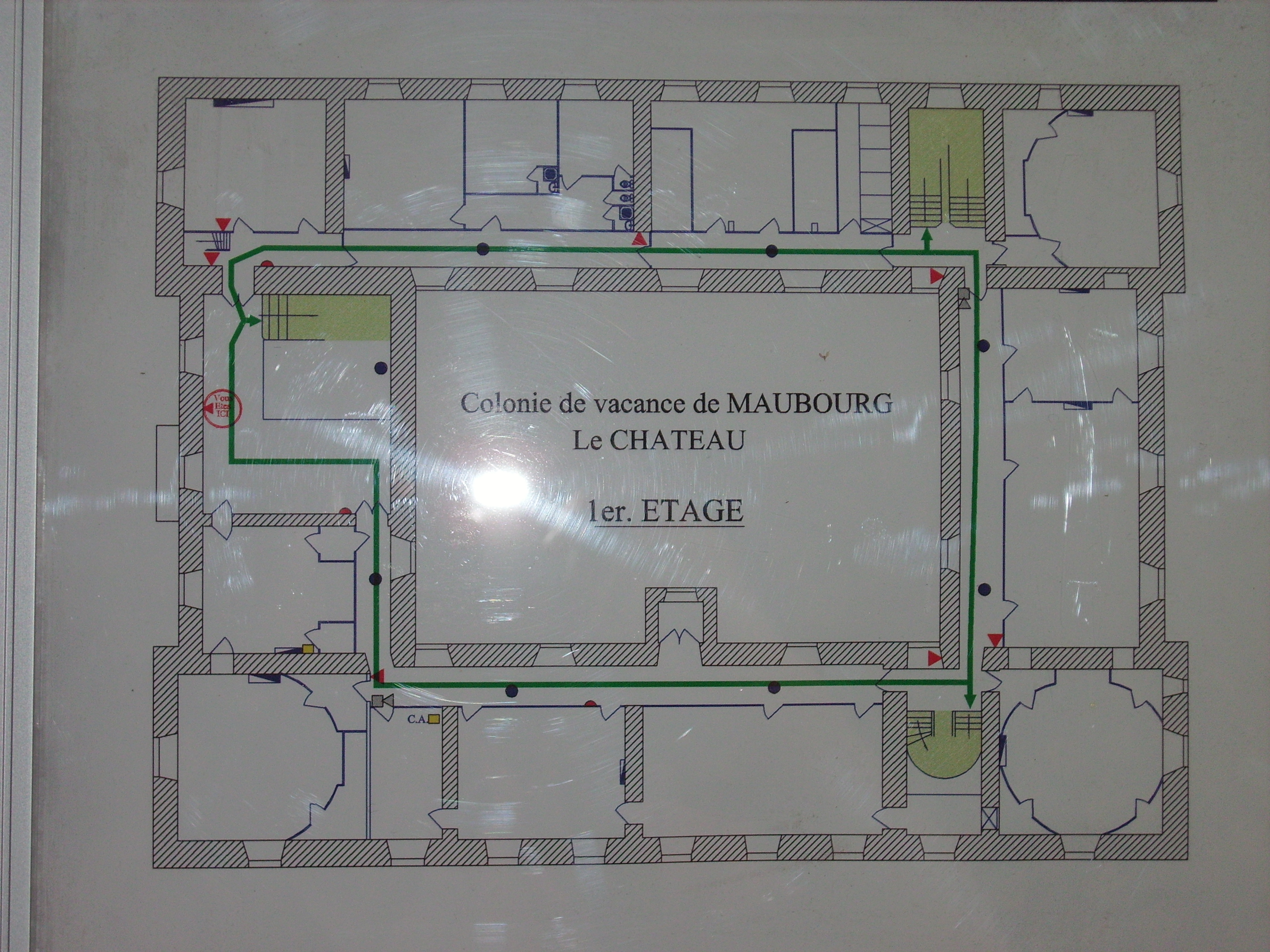
مخطط القصر 18
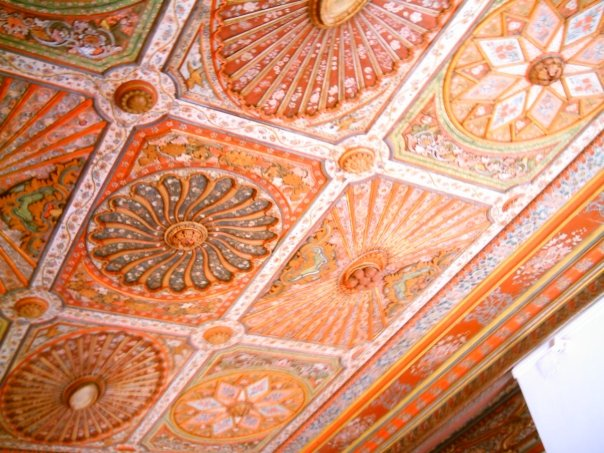
سقف خشبي مزخرف لقاعة الأكل بالقصر 18
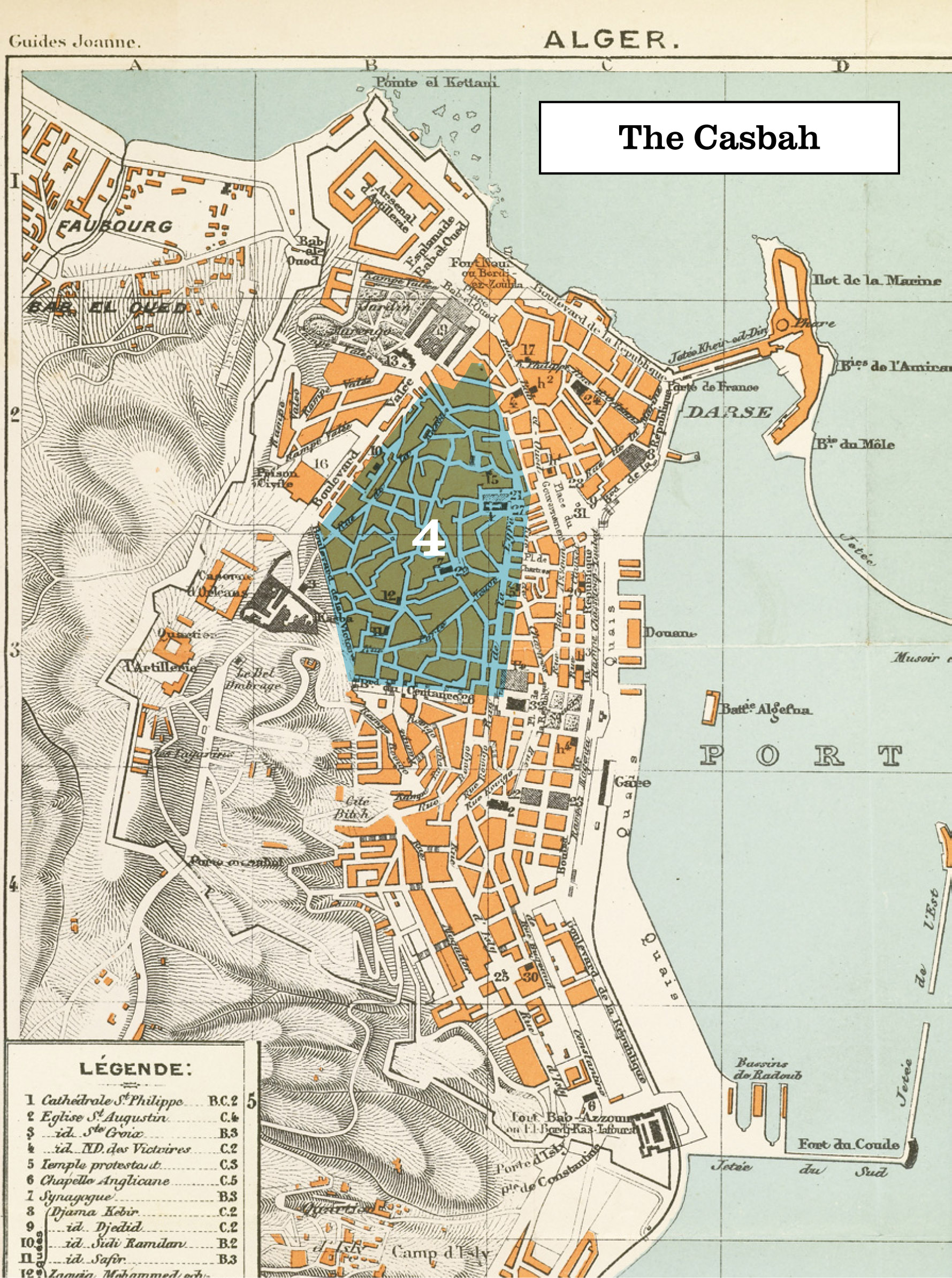
موقع قصر الرياس
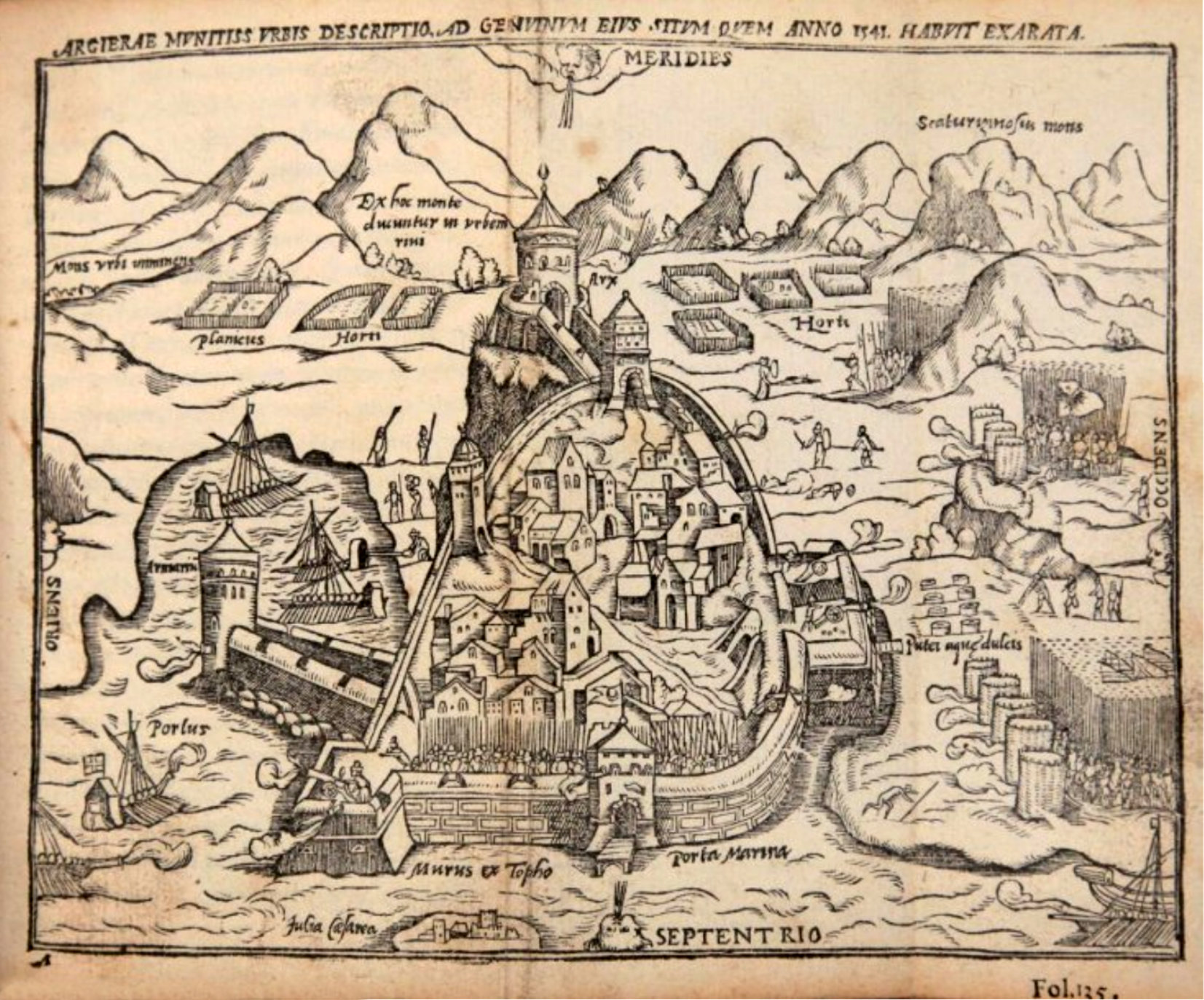
قصر الرياس في 1541م
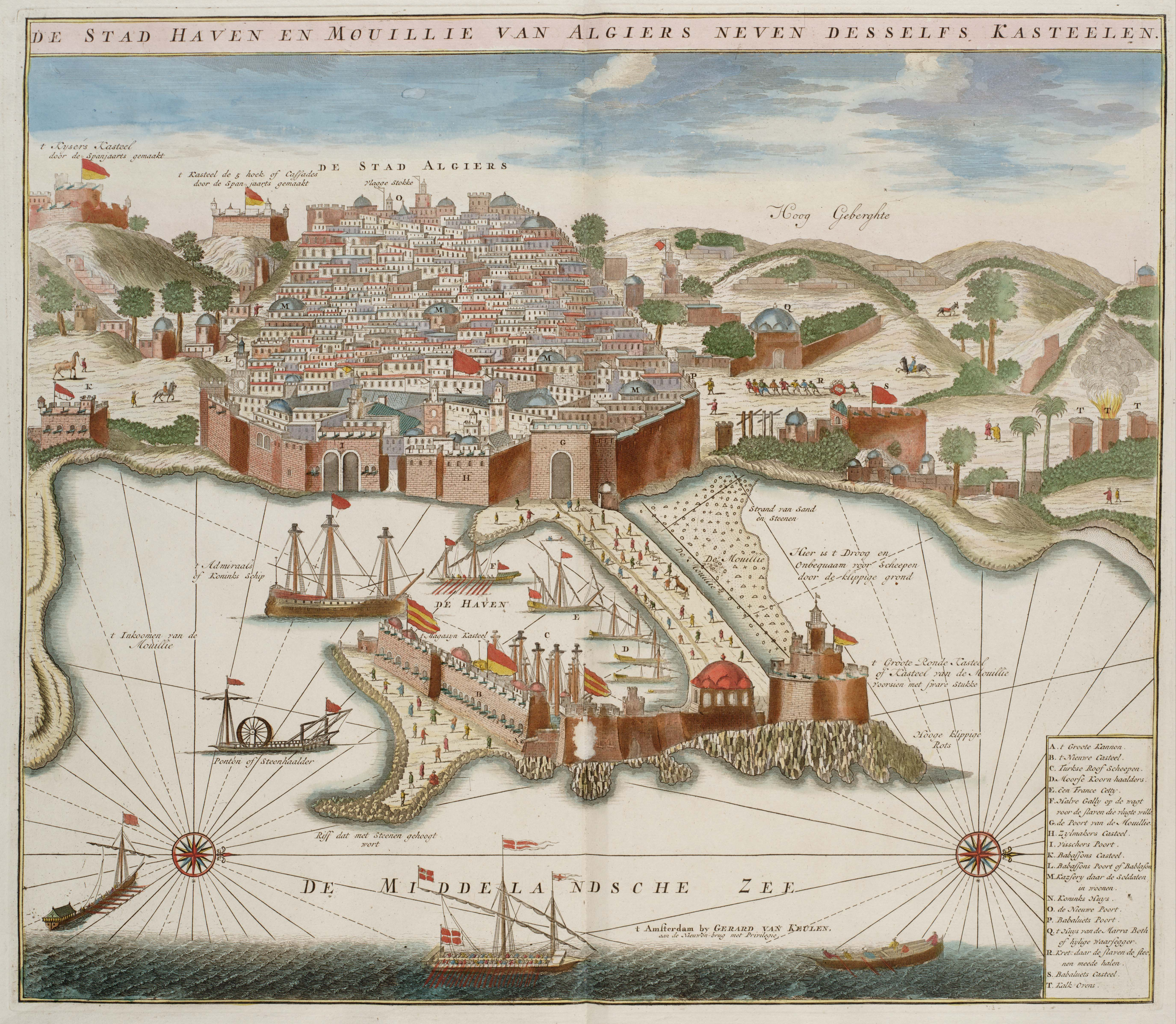
قصر الرياس في 1690م
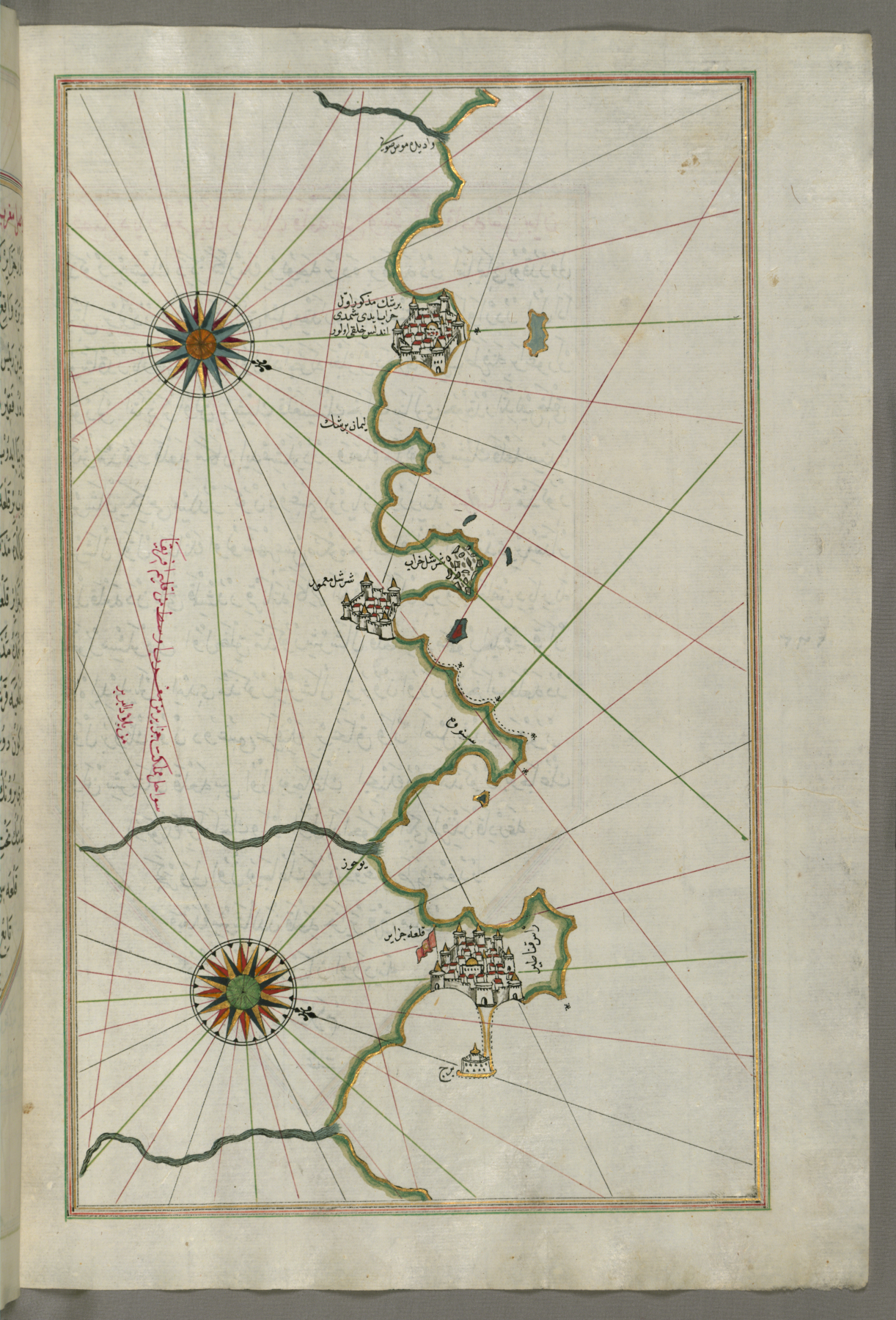
موقع قصر الرياس في 1770م
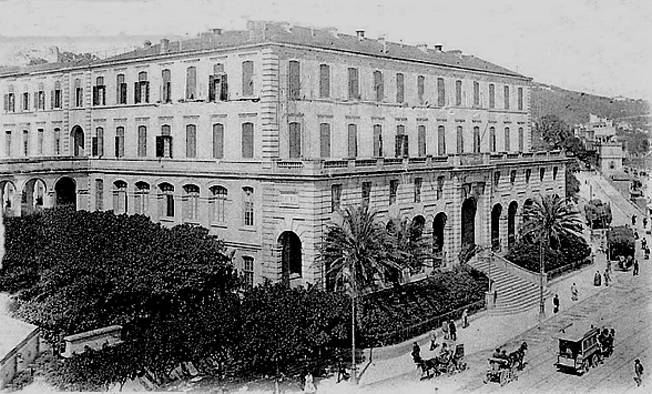
ثانوية الأمير عبد القادر
بلدية القصبة
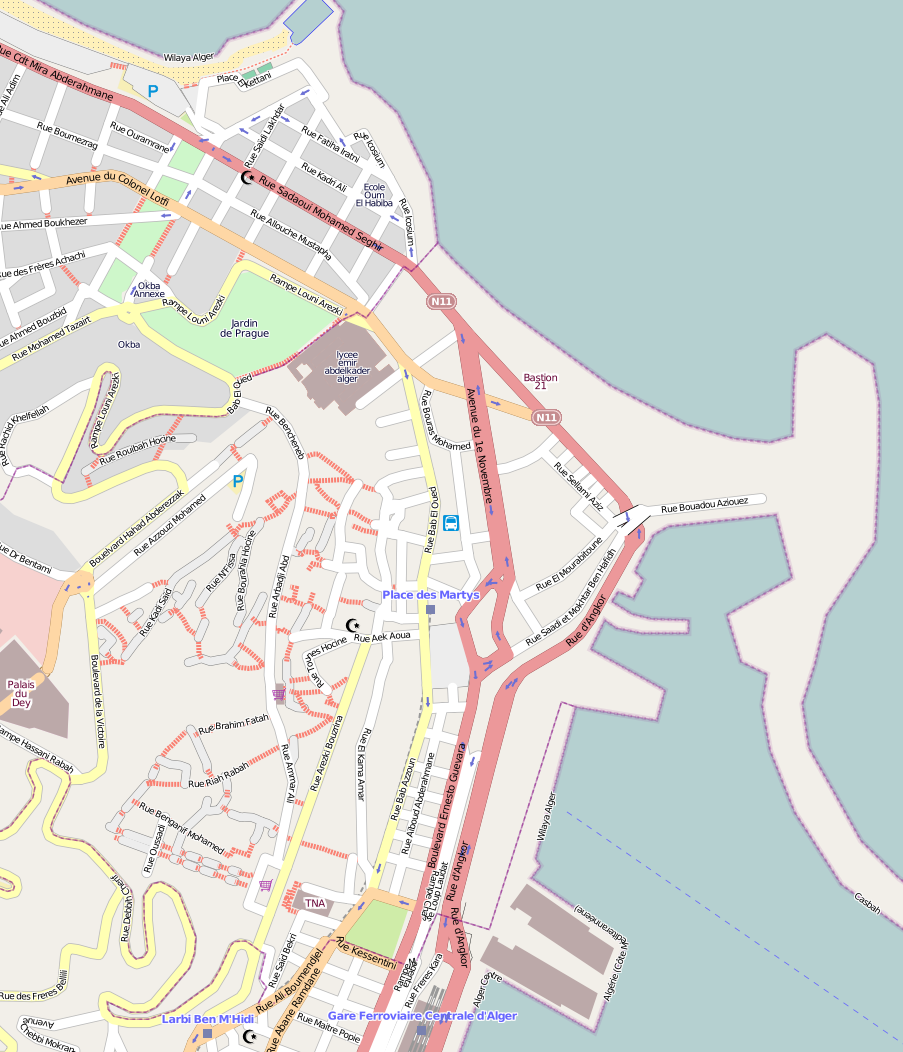
موقع قصر الرياس
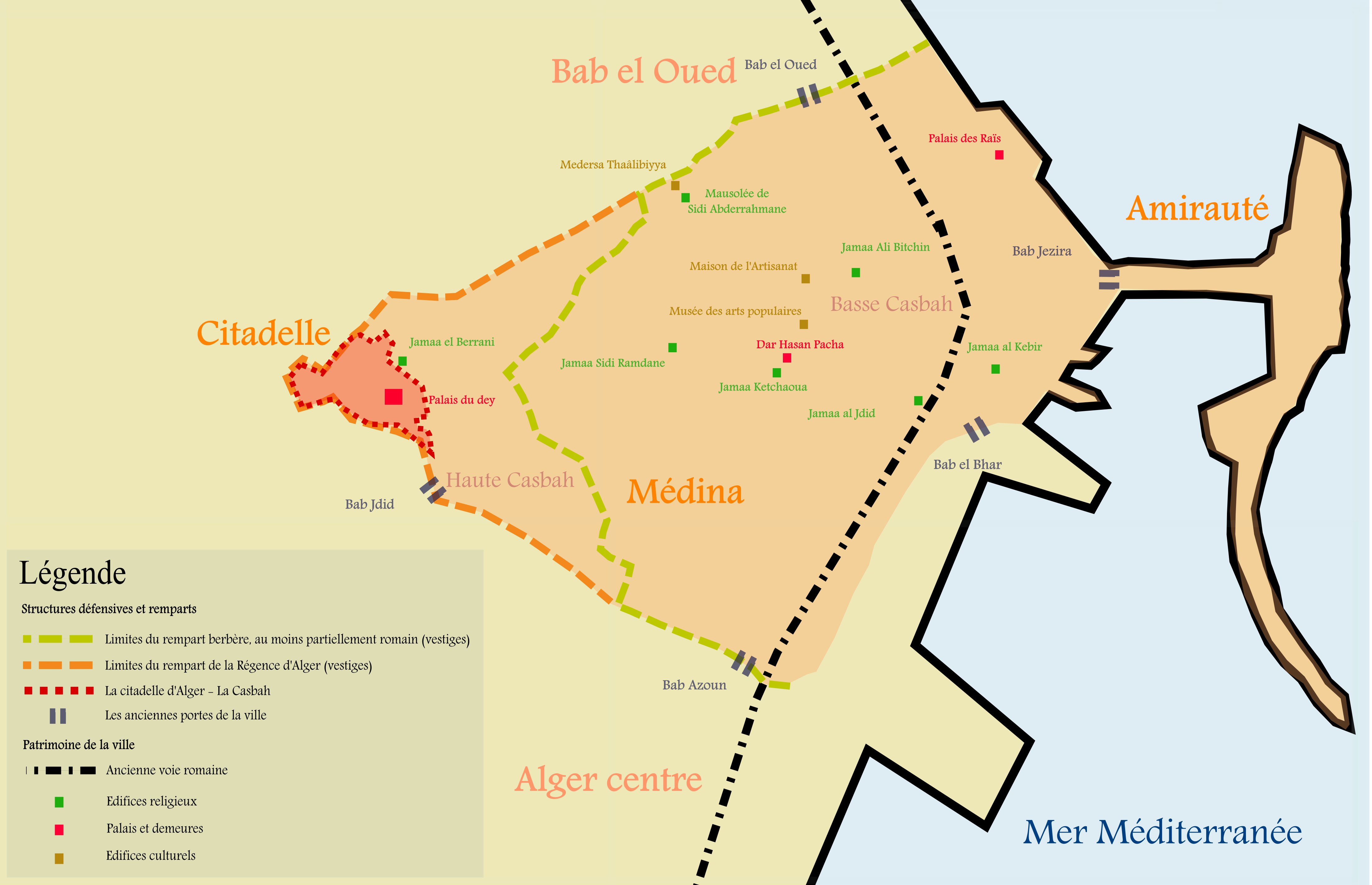
موقع قصر الرياس
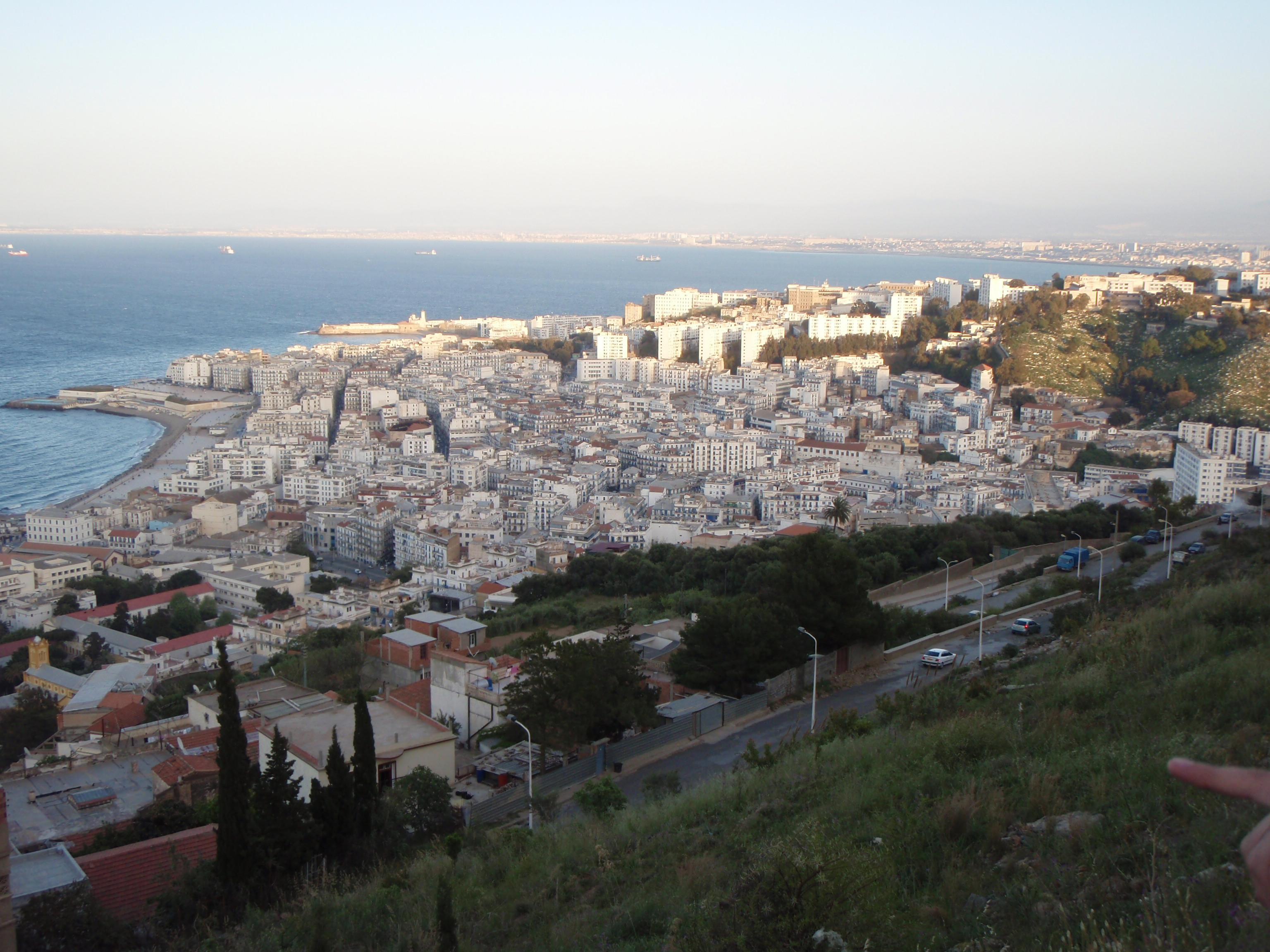
حديقة براغ
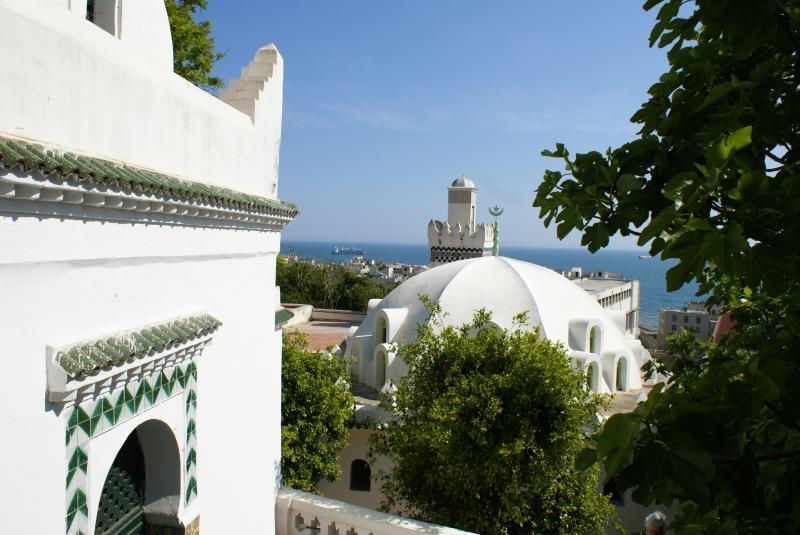
مسجد سيدي عبد الرحمان الثعالبي
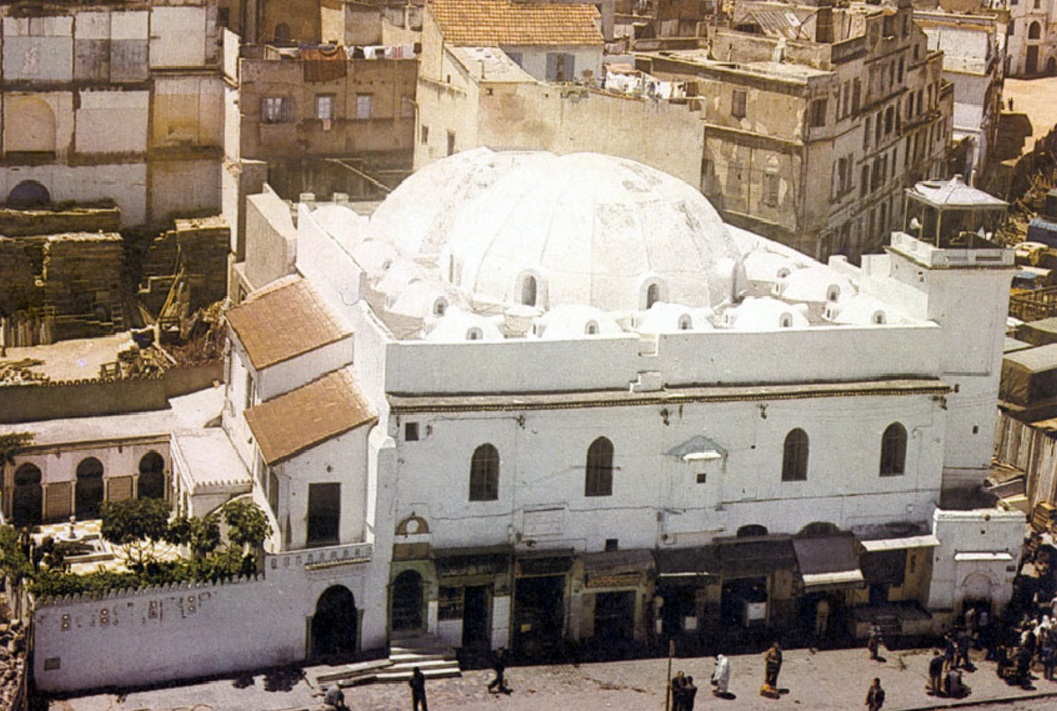
مسجد علي بتشين
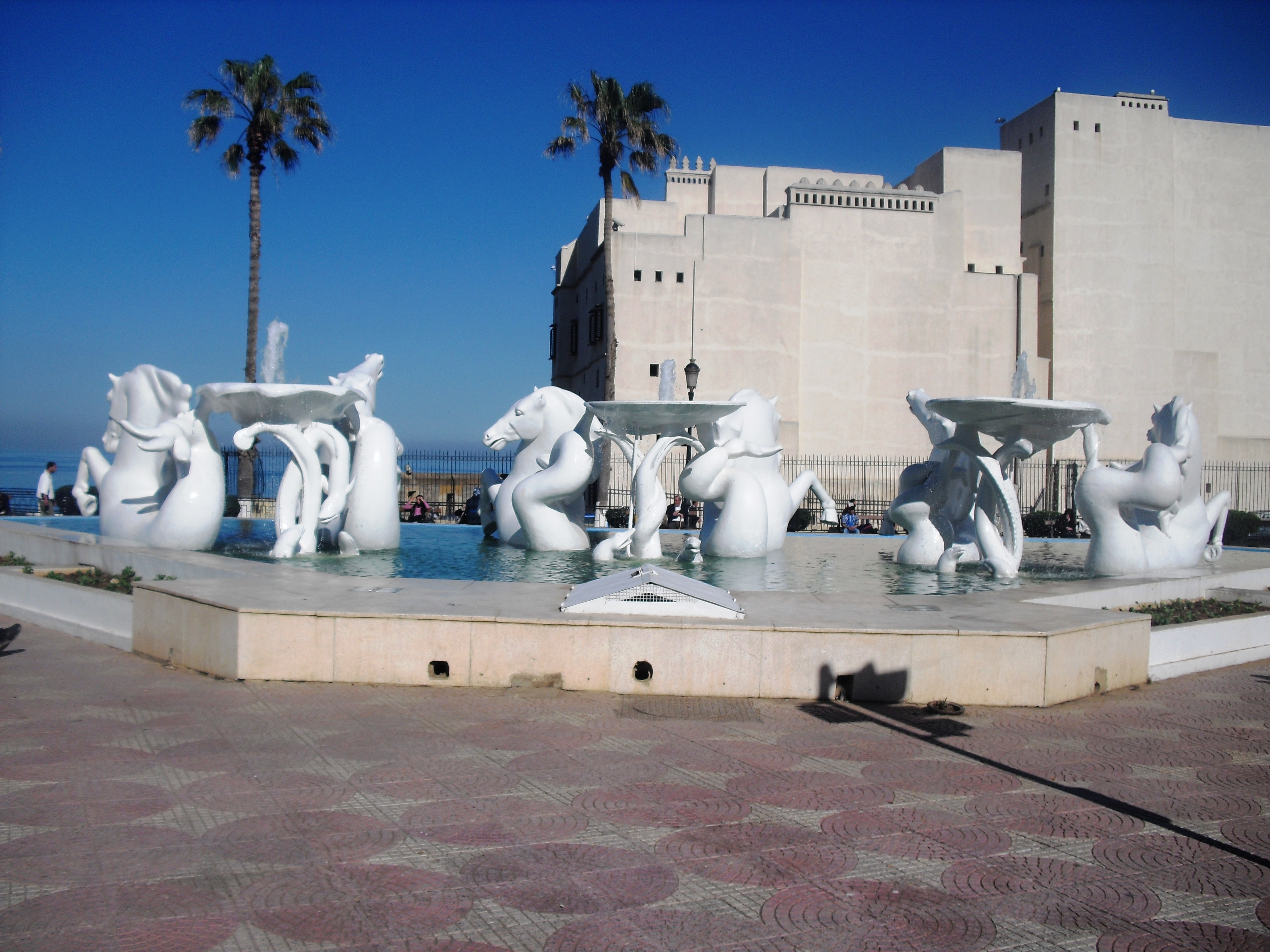
ساحة باب الوادي
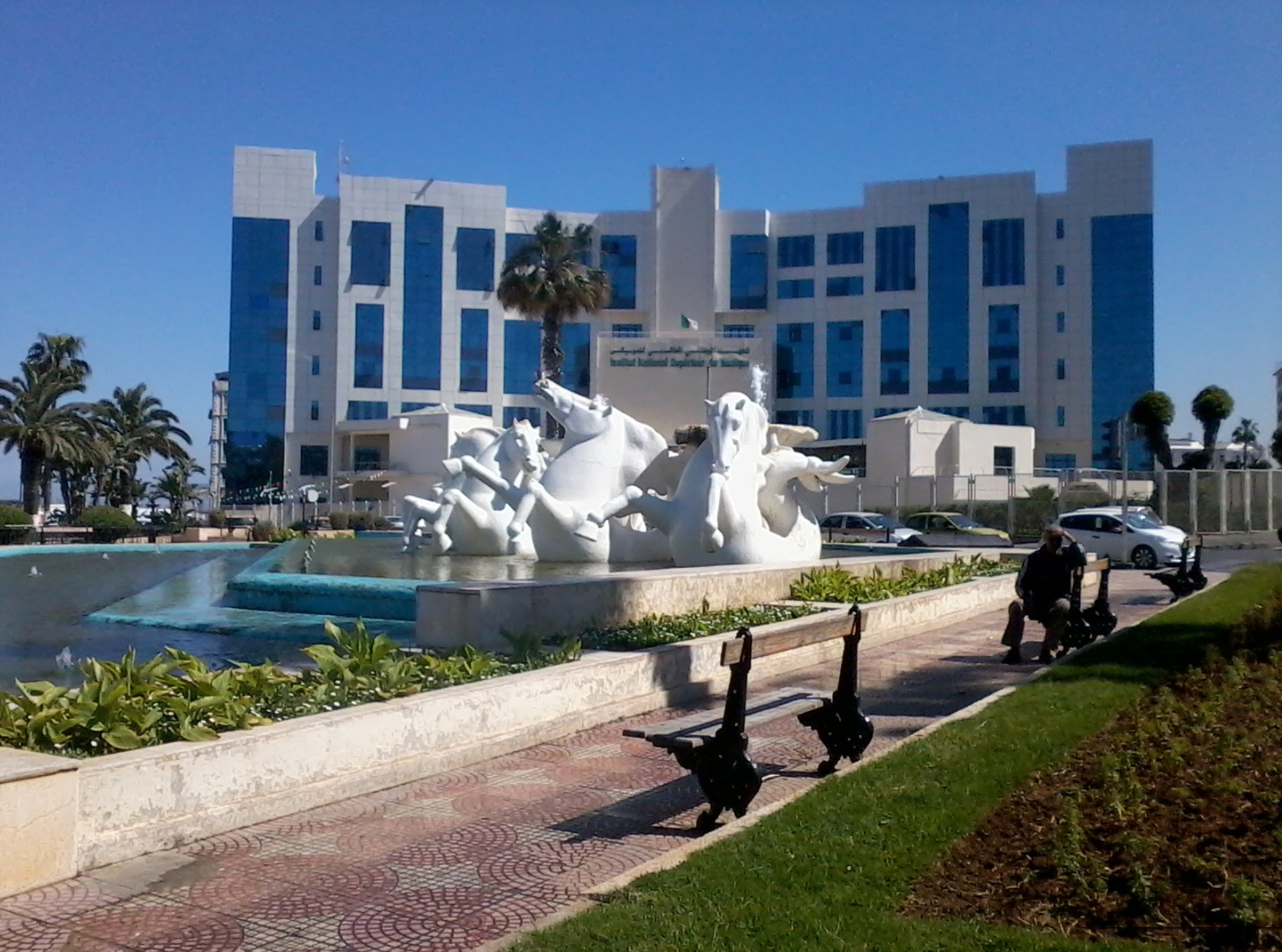
المعهد الوطني العالي للموسيقى
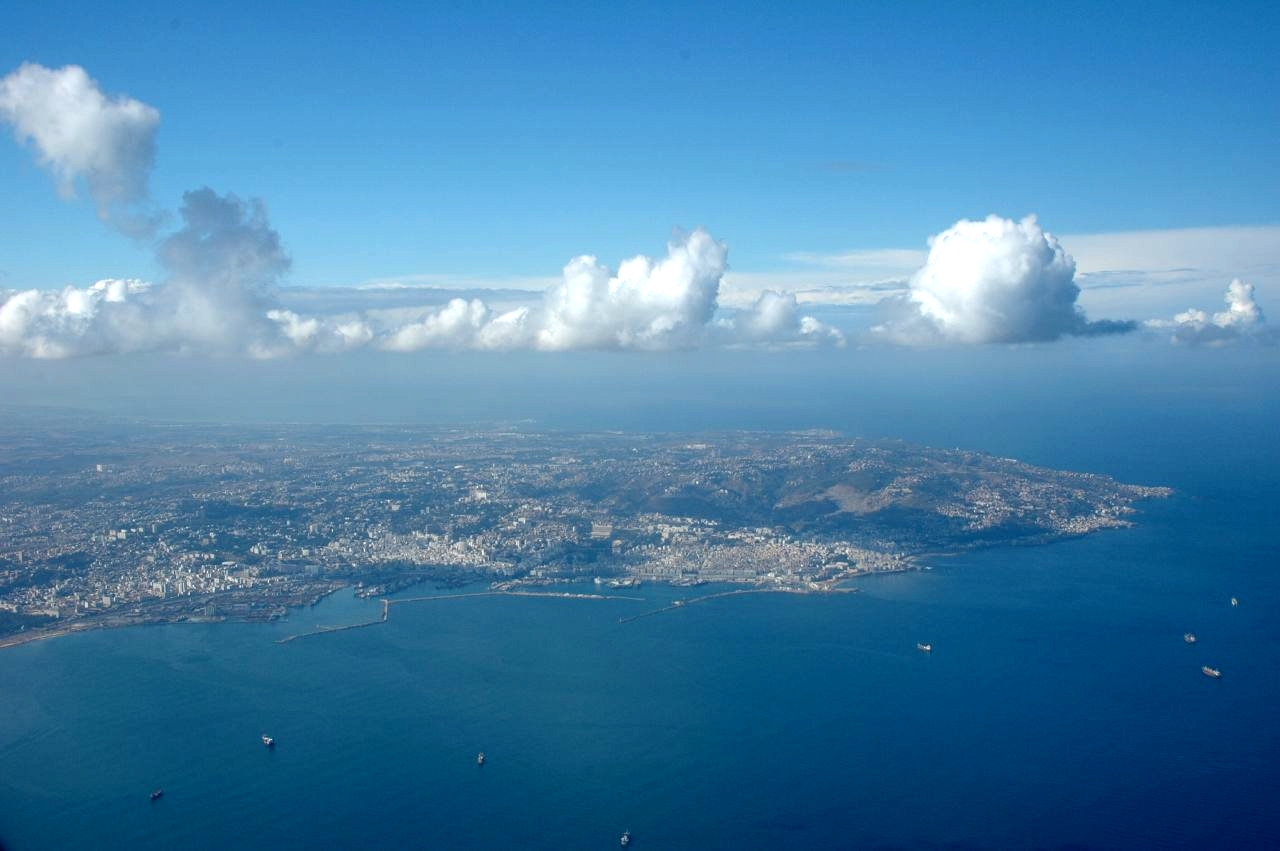
خليج الجزائر